# Liste von Frauenanteilen in der Berufswelt
Diese Liste von Frauenanteilen in der Berufswelt enthält Auflistungen prozentualer Anteile von Frauen in Bezug auf die Gesamtanzahl von Personen in verschiedenen Gesellschaftsbereichen. Die Frauenanteile werden innerhalb eines Bereiches nach D-A-CH-Land sortiert angegeben, zur Vergleichbarkeit ist der Stand der Information mit der Jahrzahl einzeln ausgewiesen (sofern bekannt). Zusätzliche Informationen finden sich im Feld Bemerkungen. Davon abweichend sind Frauenanteile in Einzelwissenschaften nach Fachgebieten aufgeführt (siehe auch Frauen in der Politik).

## Einführung
Der Frauenanteil wird in sozialwissenschaftlichen Untersuchungen als quantitatives Maß der Beteiligung von Frauen an der Gestaltung der verschiedenen gesellschaftlichen Bereiche aufgefasst. Die Anteile von Frauen in Politik, Bildung und Erwerbstätigkeit gelten als wichtige Indikatoren der Verwirklichung der Gleichberechtigung und Chancengleichheit zwischen Frauen und Männern,
wie sie in den Verfassungen verschiedener Nationalstaaten, der Internationalen Menschenrechtscharta oder der Charta der Grundrechte der Europäischen Union formuliert sind.
Mit Entwicklung der Neuen Frauenbewegung seit den 1960er Jahren in vielen westlichen Staaten wurde der Frauenanteil zu einem politischen Begriff erkämpfter oder noch zu erkämpfender Chancengleichheit mit Männern. Bis zu dieser Zeit hatten Frauen zu vielen Bereichen des öffentlichen Lebens keinen oder nur sehr beschränkten Zugang. Durch geschlechtsspezifische Gesetze waren die Rollen zwischen Frauen und Männern verteilt. Beispielsweise waren Frauen laut bundesdeutschem Ehegesetz bis 1977 zu Haushalts- und Familienarbeit sowie zur unentgeltlichen Mitarbeit im Betrieb ihres Ehemannes verpflichtet und Männer waren nach dem Allgemeinen bürgerlichen Gesetzbuch für die gesamten Deutschen Erbländer der Oesterreichischen Monarchie von 1811 zur Erwerbsarbeit, zum Unterhalt der Familie und zur Landesverteidigung verpflichtet.
Siehe dazu auch Gleichberechtigung in Deutschland, Österreich und der Schweiz.
Mit zunehmender Institutionalisierung der Frauenbewegung auf nationaler wie auf supranationaler Ebene (Europäische Union, Vereinte Nationen) wurden zur Steigerung des Frauenanteils und als Gegengewicht zu Benachteiligungen Instrumente der Frauenförderung eingerichtet sowie teilweise Frauenquoten in politischen Parteien eingeführt. Seither sind zum Teil deutliche Steigerungen der jeweiligen Frauenanteile zu beobachten. Eine im Zuge dieser Entwicklung in einzelnen Teilbereichen erfolgte Umkehr der Mehrheitsverhältnisse zu Lasten von Männern bzw. Jungen, wie bei den Bildungsabschlüssen in Deutschland, wird seit einigen Jahren zunehmend kritisch hinterfragt. Der weiterhin geringe Anteil von Frauen in wichtigen Bereichen wie in Führungspositionen der Wirtschaft in Deutschland und anderen europäischen Ländern bleibt jedoch weiter in der öffentlichen Diskussion.
In der Schweiz, wo das Handelsregister kostenfrei öffentlich zugänglich ist und die Bevölkerung jeglicher Art von gesetzlichen Quoten sehr reserviert gegenübersteht, kann man die Entwicklung auf der Eigentümer- und Geschäftsleitungsebene gut nachvollziehen. Der Anteil der weiblichen Firmengründer stieg von 15 % im Jahr 2000 auf 27 % im Jahr 2010. In den Unternehmen bis 250 Mitarbeitern liegt der Frauenanteil mittlerweile bei 40 %, bei größeren Unternehmen ist er erst auf 13 % gestiegen. In der Schweizer Regierung, dem Bundesrat, ist der Anteil auf über 50 % gewachsen, auch in anderen politischen Gremien steigt der Anteil ständig.

## Frauenanteil in der Politik

### Europaparlament

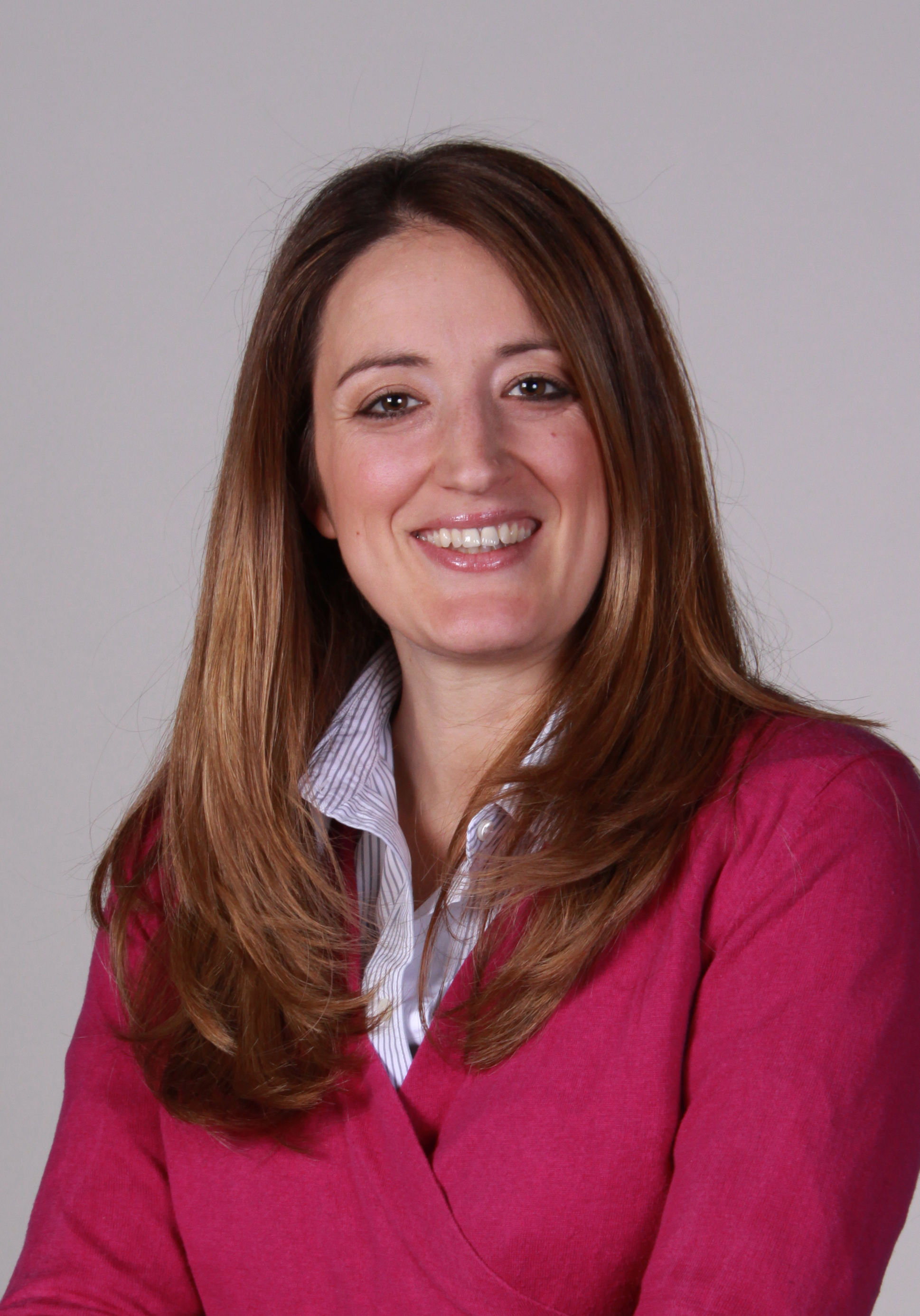
Roberta Metsola, Präsidentin des Europäischen Parlaments

Stichtag Eröffnungssitzung 2019
| Land                   | Frauenanteil | Jahr | Bemerkungen                        |
| ---------------------- | ------------ | ---- | ---------------------------------- |
| Belgien                | 38 %         | 2019 |                                    |
| Bulgarien              | 29 %         | 2019 |                                    |
| Dänemark               | 46 %         | 2019 |                                    |
| Deutschland            | 36 %         | 2019 |                                    |
| Estland                | 33 %         | 2019 |                                    |
| Finnland               | 54 %         | 2019 |                                    |
| Frankreich             | 50 %         | 2019 |                                    |
| Griechenland           | 24 %         | 2019 |                                    |
| Irland                 | 45 %         | 2019 |                                    |
| Italien                | 41 %         | 2019 |                                    |
| Kroatien               | 36 %         | 2019 |                                    |
| Lettland               | 50 %         | 2019 |                                    |
| Litauen                | 27 %         | 2019 |                                    |
| Luxemburg              | 50 %         | 2019 |                                    |
| Malta                  | 50 %         | 2019 |                                    |
| Niederlande            | 50 %         | 2019 |                                    |
| Österreich             | 50 %         | 2019 |                                    |
| Polen                  | 35 %         | 2019 |                                    |
| Portugal               | 43 %         | 2019 |                                    |
| Rumänien               | 22 %         | 2019 |                                    |
| Schweden               | 55 %         | 2019 |                                    |
| Slowenien              | 50 %         | 2019 |                                    |
| Spanien                | 47 %         | 2019 |                                    |
| Tschechische Republik  | 33 %         | 2019 |                                    |
| Ungarn                 | 38 %         | 2019 |                                    |
| Vereinigtes Königreich | 47 %         | 2019 |                                    |
| Zypern                 | 0 %          | 2019 |                                    |
| Europaparlament        | 41 %         | 2019 | Frauenanteil nach Mitgliedsstaaten |

### Deutschland

#### Bundesebene
| Institution     | Frauenanteil | Jahr | Bemerkungen                                                       |
| --------------- | ------------ | ---- | ----------------------------------------------------------------- |
| Bundesregierung | 41,2 %       | 2023 | Zusammensetzung der Bundesregierung                               |
| Bundestag       | 34,8 %       | 2023 | [ 18 ]                                                            |
| Bundesrat       | 43,7 %       | 2023 | ordentliche Mitglieder 36,2 %, stellvertretende Mitglieder 48,2 % |

## Fraktionen im Bundestag
Siehe hierzu:
- Frauenanteile der Bundestagsfraktionen 2019 und 2013
- Frauenanteile im Bundestag seit 1949
- Frauenanteile der Mitglieder von Bundestagsparteien ab 1990

### Landesebene
| Institution         | Frauenanteil | Jahr | Bemerkungen |
| ------------------- | ------------ | ---- | --- |
| Landesregierungen   | 46,3 %       | 2023 | 81 Landesministerinnen bzw. Senatorinnen |
| Ministerpräsidenten | 25,0 %       | 2023 | Malu Dreyer (SPD/Rheinland-Pfalz), Manuela Schwesig (SPD/Mecklenburg-Vorpommern), Anke Rehlinger (SPD/Saarland), Franziska Giffey (SPD/Berlin) |
| Oppositionsführer   | 5,6 %        | 2023 | die Fraktionsvorsitzende Katharina Schulze (Grüne/Bayern)                                                                                      |

#### Fraktionen in den Landtagen
| Fraktion              | Frauenanteil | Jahr | Bemerkungen |
| --------------------- | ------------ | ---- | ----------- |
| Bündnis 90/Die Grünen | 51,5 %       | 2011 |             |
| CDU                   | 21,5 %       | 2011 |             |
| CSU                   | 20,7 %       | 2011 |             |
| Die Linke             | 48,8 %       | 2011 |             |
| FDP                   | 17,4 %       | 2011 |             |
| SPD                   | 37,0 %       | 2011 |             |

Quelle: Die Zeit

### Historische Frauenanteile in der deutschen Politik

#### Reichstag der Weimarer Republik
| Institution                        | Frauenanteil | Jahr | Bemerkungen |
| ---------------------------------- | ------------ | ---- | ----------- |
| Weimarer Nationalversammlung       | 8,7 %        | 1919 |             |
| 1. Reichstag der Weimarer Republik | 8,0 %        | 1920 |             |
| 2. Reichstag der Weimarer Republik | 5,7 %        | 1924 |             |
| 3. Reichstag der Weimarer Republik | 6,7 %        | 1924 |             |
| 4. Reichstag der Weimarer Republik | 6,7 %        | 1928 | [ 21 ]      |
| 5. Reichstag der Weimarer Republik | 6,8 %        | 1930 |             |
| 6. Reichstag der Weimarer Republik | 5,6 %        | 1932 |             |
| 7. Reichstag der Weimarer Republik | 6,0 %        | 1932 |             |
| 8. Reichstag der Weimarer Republik | 3,8 %        | 1933 |             |

#### Deutscher Bundestag seit 1949
| Institution                                                      | Frauenanteil   | Jahre        | Bemerkungen |
| ---------------------------------------------------------------- | -------------- | ------------ | ----------- |
| 0Liste der Mitglieder des Deutschen Bundestages (1. Wahlperiode) | 6,8–9,0 %      | 1949–1953    |             |
| 0Liste der Mitglieder des Deutschen Bundestages (2. Wahlperiode) | 8,8–10,0 %     | 1953–1957    |             |
| 0Liste der Mitglieder des Deutschen Bundestages (3. Wahlperiode) | 9,2–9,4 %      | 1957–1961    |             |
| 0Liste der Mitglieder des Deutschen Bundestages (4. Wahlperiode) | 8,3–9,4 %      | 1961–1965    |             |
| 0Liste der Mitglieder des Deutschen Bundestages (5. Wahlperiode) | 6,9–7,9 %      | 1965–1969    |             |
| 0Liste der Mitglieder des Deutschen Bundestages (6. Wahlperiode) | 6,6–6,2 %      | 1969–1972    |             |
| 0Liste der Mitglieder des Deutschen Bundestages (7. Wahlperiode) | 5,8–6,9 %      | 1972–1976    |             |
| 0Liste der Mitglieder des Deutschen Bundestages (8. Wahlperiode) | 7,3–7,9 %      | 1976–1980    |             |
| 0Liste der Mitglieder des Deutschen Bundestages (9. Wahlperiode) | 8,5–8,7 %      | 1980–1983    |             |
| Liste der Mitglieder des Deutschen Bundestages (10. Wahlperiode) | 9,8–10,0 %     | 1983–1987    |             |
| Liste der Mitglieder des Deutschen Bundestages (11. Wahlperiode) | 15,4–17,9 %    | 1987–1990    |             |
| Liste der Mitglieder des Deutschen Bundestages (12. Wahlperiode) | 20,5–21,6 %    | 1990–1994    |             |
| Liste der Mitglieder des Deutschen Bundestages (13. Wahlperiode) | 26,2–26,9 %    | 1994–1998    |             |
| Liste der Mitglieder des Deutschen Bundestages (14. Wahlperiode) | 30,9–31,7 %    | 1998–2002    |             |
| Liste der Mitglieder des Deutschen Bundestages (15. Wahlperiode) | 32,5–33,9 %    | 2002–2005    |             |
| Liste der Mitglieder des Deutschen Bundestages (16. Wahlperiode) | 31,6–32,2 %    | 2005–2009    |             |
| Liste der Mitglieder des Deutschen Bundestages (17. Wahlperiode) | 32,8–33,4 %    | 2009–2013    |             |
| Liste der Mitglieder des Deutschen Bundestages (18. Wahlperiode) | 36,5–. . . . % | 2013–. . . . |             |

Quellen
- Bis einschließlich 14. Bundestag: Parlaments- und Wahlstatistik des Deutschen Bundestages 1949–2002/03 (Seite 16) von Michael F. Feldkamp und Christa Sommer aus dem Jahr 2003.
- Ab Wahlperiode 15. Bundestag die Dokumentation Deutscher Bundestag 1994 bis 2014: Parlaments- und Wahlstatistik für die 13. bis 18. Wahlperiode aus der Zeitschrift für Parlamentsfragen

### Österreich

#### Landtage

Karte der neun österreichischen Bundesländer

| Landtag          | Frauenanteil | Stand | Bemerkungen                                                                    |
| ---------------- | ------------ | ----- | ------------------------------------------------------------------------------ |
| Burgenland       | 19,4 %       | 2010  | aus insgesamt 36 Mandaten                                                      |
| Kärnten          | 25,0 %       | 2010  | aus insgesamt 36 Mandaten                                                      |
| Niederösterreich | 21,4 %       | 2010  | aus insgesamt 56 Mandaten                                                      |
| Oberösterreich   | 37,5 %       | 2010  | aus insgesamt 56 Mandaten                                                      |
| Salzburg         | 38,9 %       | 2009  | aus insgesamt 36 Mandaten                                                      |
| Steiermark       | 28,6 %       | 2011  | aus insgesamt 56 Mandaten                                                      |
| Tirol            | 27,8 %       | 2011  | aus insgesamt 36 Mandaten                                                      |
| Vorarlberg       | 33,3 %       | 2010  | aus insgesamt 36 Mandaten                                                      |
| Vorarlberg       | 47,2 %       | 2023  | aus insgesamt 36 Mandaten                                                      |
| Wien             | 33,0 %       | 2011  | aus insgesamt 100 Mandaten. Abgeordnete sind zugleich Gemeinderatsabgeordnete. |

### Schweiz

#### Bundesrat
Die Schweizer Regierung, der Bundesrat, besteht seit dem 31. Dezember 2007 aus jeweils drei oder vier Männern und Frauen.

#### Bundesversammlung

##### Mitglieder desNationalrats
| Parteien                               | Frauenanteil | Stand | Bemerkungen                                          |
| -------------------------------------- | ------------ | ----- | ---------------------------------------------------- |
| Evangelische Volkspartei               | 100,0 %      | 2011  | Aus insgesamt 2 Mandaten.                            |
| Lega dei Ticinesi                      | 50,0 %       | 2011  | Aus insgesamt 2 Mandaten.                            |
| Sozialdemokratische Partei der Schweiz | 45,7 %       | 2011  | Aus insgesamt 46 Mandaten.                           |
| Grüne Partei der Schweiz               | 40,0 %       | 2011  | Aus insgesamt 15 Mandaten.                           |
| Grünliberale Partei                    | 33,3 %       | 2011  | Aus insgesamt 12 Mandaten.                           |
| Christlichdemokratische Volkspartei    | 28,6 %       | 2011  | Aus insgesamt 28 Mandaten.                           |
| Freisinnig-Demokratische Partei        | 26,7 %       | 2011  | Aus insgesamt 30 Mandaten.                           |
| Bürgerlich-Demokratische Partei        | 22,2 %       | 2011  | Aus insgesamt 9 Mandaten.                            |
| Schweizerische Volkspartei             | 11,1 %       | 2011  | Aus insgesamt 54 Mandaten.                           |
| Christlichsoziale Partei Obwalden      | 0,0 %        | 2011  | Aus insgesamt einem Mandat.                          |
| Mouvement citoyens genevois            | 0,0 %        | 2011  | Aus insgesamt einem Mandat.                          |
| Gesamt                                 | 28,5 %       | 2011  | Aus insgesamt 200 Mandaten der 49. Legislaturperiode |

Quelle: Schweizer Bundesversammlung

##### Mitglieder desStänderats
| Parteien                               | Frauenanteil | Stand | Bemerkungen                                         |
| -------------------------------------- | ------------ | ----- | --------------------------------------------------- |
| Grünliberale Partei                    | 50,0 %       | 2011  | Aus insgesamt 2 Mandaten.                           |
| Sozialdemokratische Partei der Schweiz | 27,3 %       | 2011  | Aus insgesamt 11 Mandaten.                          |
| Freisinnig-Demokratische Partei        | 18,2 %       | 2011  | Aus insgesamt 11 Mandaten.                          |
| Christlichdemokratische Volkspartei    | 15,4 %       | 2011  | Aus insgesamt 13 Mandaten.                          |
| Schweizerische Volkspartei             | 0,0 %        | 2011  | Aus insgesamt 5 Mandaten.                           |
| Grüne Partei der Schweiz               | 0,0 %        | 2011  | Aus insgesamt 2 Mandaten.                           |
| Bürgerlich-Demokratische Partei        | 0,0 %        | 2011  | Aus insgesamt einem Mandat.                         |
| Parteilos                              | 0,0 %        | 2011  | Aus insgesamt einem Mandat.                         |
| Gesamt                                 | 19,6 %       | 2011  | Aus insgesamt 46 Mandaten der 49. Legislaturperiode |

Quelle: Schweizer Bundesversammlung

#### Kantonsparlamente
| Parlament              | Frauenanteil | Stand | Bemerkungen |
| ---------------------- | ------------ | ----- | ----------- |
| Freiburg               | 42,9 %       | 2011  |             |
| St. Gallen             | 42,9 %       | 2011  |             |
| Waadt                  | 42,9 %       | 2011  |             |
| Glarus                 | 40,0 %       | 2011  |             |
| Schaffhausen           | 40,0 %       | 2011  |             |
| Zürich                 | 28,6 %       | 2011  |             |
| Bern                   | 28,6 %       | 2011  |             |
| Genf                   | 28,6 %       | 2011  |             |
| Schwyz                 | 18,2 %       | 2008  | [ 24 ]      |
| Luzern                 | 20,0 %       | 2011  |             |
| Obwalden               | 20,0 %       | 2011  |             |
| Solothurn              | 20,0 %       | 2011  |             |
| Basel-Landschaft       | 20,0 %       | 2011  |             |
| Graubünden             | 20,0 %       | 2011  |             |
| Aargau                 | 20,0 %       | 2011  |             |
| Thurgau                | 20,0 %       | 2011  |             |
| Tessin                 | 20,0 %       | 2011  |             |
| Wallis                 | 20,0 %       | 2011  |             |
| Neuenburg              | 20,0 %       | 2011  |             |
| Jura                   | 20,0 %       | 2011  |             |
| Uri                    | 14,3 %       | 2011  |             |
| Nidwalden              | 14,3 %       | 2011  |             |
| Zug                    | 14,3 %       | 2011  |             |
| Basel-Stadt            | 14,3 %       | 2011  |             |
| Appenzell Ausserrhoden | 14,3 %       | 2011  |             |
| Appenzell Innerrhoden  | 14,3 %       | 2011  |             |

Quelle: Bundesamt für Statistik

## Frauenanteil in der Privatwirtschaft

### Deutschland

#### Ausbildungsberufe
| Ausbildungsberuf                                           | Frauenanteil | Stand | Bemerkungen |
| ---------------------------------------------------------- | ------------ | ----- | ----------- |
| Zahnmedizinische Fachangestellte                           | 99,3 %       | 2010  |             |
| Medizinische Fachangestellte                               | 98,8 %       | 2010  |             |
| Rechtsanwaltsfachangestellte                               | 95,9 %       | 2010  |             |
| Fachverkäuferin im Lebensmittelhandwerk                    | 92,2 %       | 2010  |             |
| Friseurin                                                  | 89,8 %       | 2010  |             |
| Kauffrau für Bürokommunikation                             | 79,0 %       | 2010  |             |
| Hotelfachfrau                                              | 76,2 %       | 2010  |             |
| Steuerfachangestellte                                      | 74,8 %       | 2010  |             |
| Bürokauffrau                                               | 73,3 %       | 2010  |             |
| Verwaltungsfachangestellte                                 | 71,2 %       | 2010  |             |
| Restaurantfachfrau                                         | 70,0 %       | 2010  |             |
| Industriekauffrau                                          | 62,9 %       | 2010  |             |
| Verkäuferin                                                | 62,5 %       | 2010  |             |
| Bankkauffrau                                               | 57,6 %       | 2010  |             |
| Einzelhandelskauffrau                                      | 56,0 %       | 2010  |             |
| Mediengestalterin Digital und Print                        | 55,7 %       | 2010  |             |
| Kauffrau für Versicherungen und Finanzen                   | 49,8 %       | 2010  |             |
| Kaufmann im Groß- und Außenhandel                          | 43,6 %       | 2010  |             |
| Kaufmann für Spedition und Logistikdienstleistung          | 42,6 %       | 2010  |             |
| Koch                                                       | 23,8 %       | 2010  |             |
| Gärtner                                                    | 20,7 %       | 2010  |             |
| Maler und Lackierer                                        | 13,0 %       | 2010  |             |
| Fachkraft für Lagerlogistik                                | 11,0 %       | 2010  |             |
| Tischler                                                   | 9,1 %        | 2010  |             |
| Fachinformatiker                                           | 6,2 %        | 2010  |             |
| Mechatroniker                                              | 5,4 %        | 2010  |             |
| Industriemechaniker                                        | 4,7 %        | 2010  |             |
| Elektroniker für Betriebstechnik                           | 4,1 %        | 2010  |             |
| Zerspanungsmechaniker                                      | 3,8 %        | 2010  |             |
| Kraftfahrzeugmechatroniker                                 | 2,3 %        | 2012  |             |
| Elektroniker                                               | 1,3 %        | 2010  |             |
| Metallbauer                                                | 1,1 %        | 2010  |             |
| Anlagenmechaniker für Sanitär-, Heizungs- und Klimatechnik | 0,8 %        | 2010  |             |

Quelle: Statistisches Bundesamt

#### Ausgeübte Berufe
| Ausgeübter Beruf                                                      | Frauenanteil | Stand | Bemerkungen |
| --------------------------------------------------------------------- | ------------ | ----- | --- |
| Medizinischer Fachangestellter                                        | 99,2 %       | 2010  | auch: Arzthelfer, Zahnarzthelfer, Tierarzthelfer |
| Apothekenhelfer                                                       | 97,8 %       | 2010  | auch: Pharmazeutisch-kaufmännischer Angestellter |
| Diätassistent, Pharmazeutisch-technischer Assistent                   | 97,6 %       | 2010  | auch: Ernährungsberater |
| Kindergärtner, Kinderpfleger                                          | 95,8 %       | 2010  | auch: Erzieher |
| Sonstige Körperpfleger                                                | 95,4 %       | 2010  | z. B.: Kosmetiker, Hand-, Fußpfleger |
| Stenograph, Stenotypist, Maschinenschreiber                           | 94,7 %       | 2010  | [ i 6 ] |
| Wäscheschneider, Wäschenäher                                          | 94,3 %       | 2010  | auch: -helfer |
| Hauswirtschaftsverwalter                                              | 94,3 %       | 2010  | auch: Haus- und Ernährungswirtschaftler, Hauswirtschafter, Hauswirtschaftsleiter                                                                                            |
| Hauswirtschaftliche Betreuer                                          | 94,1 %       | 2010  | auch: Hauswirtschaftsgehilfen, Zimmerbetreuer, Kinderbetreuer |
| Florist                                                               | 93,9 %       | 2010  | auch: Blumenbinderhelfer |
| Oberbekleidungsnäher                                                  | 93,8 %       | 2010  | auch: -helfer, Bekleidungsfertiger, Bekleidungsnäher |
| Friseur                                                               | 93,0 %       | 2010  | [ i 12 ] |
| Medizinallaborant                                                     | 91,7 %       | 2010  | auch: Med. Laborant, Med.-techn.-, Röntgenassistent, Veterinärmed.-techn.-, Psychologisch-techn. Assistent                                                                  |
| Näher, a. n. g.                                                       | 90,2 %       | 2010  | z. B.: Zeltmacher, Schirmnäher, Krawattennäher, Segelmacher, Kunststoff- u. Schwergewebekonfektionär                                                                        |
| Kassierer                                                             | 89,9 %       | 2010  | auch: Kassenangestellter |
| Raum-, Hausratreiniger                                                | 87,5 %       | 2010  | [ i 16 ] |
| Krankenschwestern, -pfleger, Hebammen                                 | 86,2 %       | 2010  | auch: Säuglings-, Kinderkrankenschwestern, -pfleger |
| Datentypist                                                           | 86,2 %       | 2010  | [ i 18 ] |
| Schneider                                                             | 85,9 %       | 2010  | auch: -helfer, Bekleidungs-, Herren-, Damenschneider |
| Sticker                                                               | 84,6 %       | 2010  | auch: -helfer, Tapisserist |
| Wäscher, Plätter                                                      | 82,6 %       | 2010  | [ i 21 ] |
| Drogist                                                               | 81,8 %       | 2010  | [ i 22 ] |
| Apotheker                                                             | 80,7 %       | 2010  | [ i 23 ] |
| Masseur, Krankengymnast und verwandte Berufe                          | 80,3 %       | 2010  | auch: medizinische Bademeister, Bewegungstherapeut, Logopäde, Orthoptist, Beschäftigungs-, Kunsttherapeut                                                                   |
| Sozialarbeiter, Sozialpfleger                                         | 80,2 %       | 2010  | auch: Fürsorger, Erziehungsberater, Familienpfleger, Dorfhelfer, Jugend-, Altenpfleger                                                                                      |
| Fremdenverkehrsfachmann                                               | 79,0 %       | 2010  | auch: Reiseverkehrskaufmann |
| Real-, Volks-, Sonderschullehrer                                      | 77,9 %       | 2010  | auch: Schulassistent, Fachlehrer |
| Buchhalter                                                            | 76,1 %       | 2010  | [ i 28 ] |
| Verkäufer                                                             | 75,9 %       | 2010  | auch: Fachverkäufer im Nahrungsmittelhandwerk |
| Bürohilfskraft                                                        | 75,4 %       | 2010  | auch: Büro-, Amtsbote, Verwaltungsangestellter (einfacher Dienst) |
| Lederbekleidungshersteller und sonstige Lederverarbeiter              | 75,1 %       | 2010  | z. B.: Lederverarbeiterhelfer |
| Bibliothekar, Archivar, Museumsfachmann                               | 74,6 %       | 2010  | auch: Dokumentar, Bücherei-, Archivhelfer, Assistent an Bibliotheken |
| Telefonist                                                            | 74,2 %       | 2010  | [ i 33 ] |
| Heilpraktiker                                                         | 74,1 %       | 2010  | auch: Psychotherapeut (nicht Ärzte) |
| Helfer in der Krankenpflege                                           | 73,9 %       | 2010  | auch: Sanitäter |
| Heimleiter, Sozialpädagoge                                            | 72,2 %       | 2010  | auch: Heilpädagog |
| Augenoptiker                                                          | 72,1 %       | 2010  | [ i 37 ] |
| Textilreiniger, Färber und Chemischreiniger                           | 71,5 %       | 2010  | [ i 38 ] |
| Dolmetscher, Übersetzer                                               | 71,2 %       | 2010  | [ i 39 ] |
| Bürofachmann                                                          | 71,1 %       | 2010  | auch: Verwaltungsangestellter, Büro- und Industriekaufmann, Rechtsanwalts- und Notargehilfe, Kaufmann i. d. Grundstücks- und Wohnungswirtschaft, Fremdsprachenkorrespondent |
| Verlagskaufmann, Buchhändler                                          | 70,8 %       | 2010  | auch: Musikalienhändler |
| Wirtschaftsprüfer, Steuerberater                                      | 70,4 %       | 2010  | auch: Steuerbevollmächtigter, Steuerfachangestellter |
| Hut-, Mützenmacher                                                    | 68,9 %       | 2010  | auch: -helfer, Modist, Mützennäher |
| Kellner, Flugbegleiter                                                | 68,6 %       | 2010  | auch: Restaurantfachmann |
| Gastwirt, Hotelier, Gaststättenkaufmann                               | 68,3 %       | 2010  | auch: Kfm. Gehilfe im Hotel- u. Gaststättengewerbe, Hotelfachmann |
| Löter                                                                 | 67,4 %       | 2010  | auch: -helfer |
| Biologisch-technische Sonderfachkraft                                 | 66,7 %       | 2010  | auch: Biologie-, Landwirtschaftlich-technische Laborant, Milchwirtschaftliche Laborant                                                                                      |
| Kerammaler, Glasmaler                                                 | 65,9 %       | 2010  | auch: -helfer, Glas- u. Keram-, Glas- u. Porzellanmaler |
| Tierarzt                                                              | 65,4 %       | 2010  | [ i 49 ] |
| Übrige Gästebetreuer                                                  | 64,6 %       | 2010  | z. B.: Fachgehilfe im Gastgewerbe, Portier, Speisen- und Getränkeherausgeber                                                                                                |
| Fellverarbeiter                                                       | 64,4 %       | 2010  | auch: -helfer, Kürschner, Pelzveredler, Pelzwerker |
| Arbeits-, Berufsberater                                               | 64,0 %       | 2010  | auch: Bildungs-, Studienberater, Schulberater, Beratungslehrer, Bildungsplaner                                                                                              |
| Posthalter                                                            | 63,1 %       | 2010  | auch: Postverwalter |
| Zahnarzt                                                              | 62,8 %       | 2010  | [ i 54 ] |
| Handschuhmacher                                                       | 62,6 %       | 2010  | auch: -helfer |
| Elektrogeräte-, Elektroteilemontierer                                 | 62,3 %       | 2010  | [ i 56 ] |
| Sonstiger Textilverarbeiter                                           | 61,2 %       | 2010  | z. B.: Textilschmuckmacher, Textilverarbeiterhelfer |
| Gymnasiallehrer                                                       | 61,1 %       | 2010  | [ i 58 ] |
| Raum-, Schauwerbegestalter                                            | 60,7 %       | 2010  | auch: Innenarchitekt |
| Schuhwarenhersteller                                                  | 59,9 %       | 2010  | auch: Schuhfabrikarbeiter, Schuhfertiger, Schuh- und Lederwarenstepper |
| Chemielaborwerker                                                     | 59,8 %       | 2010  | auch: -helfer, Chemielaborjungwerker |
| Seelsorgehelfer                                                       | 59,0 %       | 2010  | auch: Diakon, Gemeindereferent |
| Bausparkassenfachmann                                                 | 58,4 %       | 2010  | [ i 63 ] |
| Feinlederwarenhersteller                                              | 58,0 %       | 2010  | z. B.: -helfer, Täschner, Feintäschner |
| Edelmetallschmied                                                     | 57,8 %       | 2010  | auch: Goldschmied, Silberschmied, Edelsteinfasser, Gold-, Silber- und Aluminiumschläger                                                                                     |
| Chemielaborant                                                        | 57,7 %       | 2010  | auch: Stoffprüfer (Chemie), Lack- und Textillaborant, Edelmetallprüfer, (chemisch-tech./physikalisch-tech.), Baustoffprüfer                                                 |
| Holzwarenmacher                                                       | 57,1 %       | 2010  | auch: -helfer, Bürsten- u. Pinselmacher, Schirmmacher, Holzspielzeugmacher                                                                                                  |
| Postverteiler                                                         | 57,1 %       | 2010  | auch: Dienstleistungsfachmann im Postbetrieb |
| Bankfachmann                                                          | 56,6 %       | 2010  | auch: Bankkaufmann, Sparkassenkaufmann |
| Funker                                                                | 56,6 %       | 2010  | auch: Taxifunker, Mobilfunker |
| Zahntechniker                                                         | 56,5 %       | 2010  | auch: -helfer |
| Fachschul-, Berufsschul-, Werklehrer                                  | 56,1 %       | 2010  | [ i 72 ] |
| Geisteswissenschaftliche Berufe                                       | 55,1 %       | 2010  | z. B.: Germanist, Romanist, sonst. Philologe, Philosoph, Historiker, Archäologe, Musik- und Theaterwissenschaftler                                                          |
| Lehrer für musische Fächer, a. n. g.                                  | 54,9 %       | 2010  | [ i 74 ] |
| Koch                                                                  | 54,9 %       | 2010  | auch: -helfer |
| Geldeinnehmer, -auszahler, Kartenverkäufer, -kontrolleur              | 53,6 %       | 2010  | [ i 76 ] |
| Fischverarbeiter                                                      | 53,5 %       | 2010  | auch: -helfer |
| Werbefachmann                                                         | 53,2 %       | 2010  | auch: Werbekaufmann, Kundendienstberater |
| Spuler, Zwirner, Seiler                                               | 53,1 %       | 2010  | auch: -helfer |
| Wirtschafts- und Sozialwissenschaftliche Berufe, Statistiker          | 53,0 %       | 2010  | z. B.: Psycholog, Volks-, Betriebswirt |
| Zucker-, Süßwaren-, Speiseeishersteller                               | 52,5 %       | 2010  | auch: -helfer, Fachmann für Süßwarentechnik |
| Technische Zeichner                                                   | 52,5 %       | 2010  | auch: Bauzeichner, Vermessungszeichner, Kartograph |
| Bildende Künstler, Graphiker                                          | 51,6 %       | 2010  | auch: Bildhauer, Kunstmaler, Designer, Layouter, Fotogravurzeichner, Textilmustergestalter, Restaurator (Bilder)                                                            |
| Glas-, Gebäudereiniger                                                | 50,8 %       | 2010  | [ i 84 ] |
| Sonstiger Lehrer                                                      | 50,3 %       | 2010  | z. B.: Fahrschul-, Fluglehrer, Freizeitpäd., Lehrlingsausbilder, Personaltrainer, Lehrer i. d. Erwachsenenbildung                                                           |
| Textilverflechter                                                     | 50,1 %       | 2010  | auch: -helfer, Schmucktextilienhersteller |
| Kalkulator, Berechner                                                 | 50,1 %       | 2010  | [ i 87 ] |
| Krankenversicherungsfachmann (nicht Sozialversicherung)               | 49,4 %       | 2010  | [ i 88 ] |
| Tankwart                                                              | 49,2 %       | 2010  | [ i 89 ] |
| Tierpfleger und verwandte Berufe                                      | 48,8 %       | 2010  | auch: -helfer, -meister |
| Fotograf                                                              | 48,8 %       | 2010  | auch: Kameramann, Bildberichterstatter |
| Darstellender Künstler                                                | 48,8 %       | 2010  | auch: Bühnenleiter, Regisseur, Sänger, Tänzer, Schauspieler, künstlerische Bühnenhilfsberufe                                                                                |
| Lebens-, Sachversicherungsfachmann                                    | 48,3 %       | 2010  | auch: Versicherungskaufmann |
| Fertiggerichte-, Obst-, Gemüsekonservierer, -zubereiter               | 48,3 %       | 2010  | auch: -helfer |
| Humanmediziner                                                        | 47,6 %       | 2010  | [ i 95 ] |
| Melker                                                                | 47,4 %       | 2010  | auch: Tierzuchtgehilfen, -meister, Viehpfleger |
| Groß- und Einzelhandelskaufmann, Einkäufer                            | 47,3 %       | 2010  | auch: Verkaufs- und Filialleiter |
| Verbraucherberater                                                    | 46,5 %       | 2010  | auch: Hauswirtschafts-, Energie-, Umweltberater |
| Publizist                                                             | 45,4 %       | 2010  | auch: Schriftsteller, Dramaturg, Lektor, Redakteur, Journalist, Rundfunk-, Fernsehsprecher                                                                                  |
| Sportlehrer                                                           | 45,2 %       | 2010  | auch: Schwimmmeistergehilfe, Fußballtrainer, Skilehrer, Tanz-, Gymnastik-, Reit-, Fahr-, Tennislehrer                                                                       |
| Makler, Grundstücksverwalter                                          | 45,1 %       | 2010  | [ i 101 ] |
| Leitender und administrativ entscheidender Verwaltungsfachmann        | 44,4 %       | 2010  | auch: Angestellte im gehobenen und höheren Dienst |
| Warenaufmacher, Versandfertigmacher                                   | 44,3 %       | 2010  | auch: Handelsfachpacker, Lagerfachhelfer |
| Webvorbereiter                                                        | 44,1 %       | 2010  | auch: -helfer, Musterprogrammierer |
| Rechtsvertreter, -berater                                             | 43,8 %       | 2010  | auch: Jurist o. n. A., Rechtsanwalt, Justitiar, Notar, Patentanwalt, -ingenieur, Datenschutzbeauftragter                                                                    |
| Schriftsetzer                                                         | 43,4 %       | 2010  | [ i 106 ] |
| Tabakwarenmacher                                                      | 42,5 %       | 2010  | auch: -helfer |
| Konditor                                                              | 42,3 %       | 2010  | auch: -helfer |
| Maschinen-, Behälterreiniger und verwandte Berufe                     | 42,1 %       | 2010  | [ i 109 ] |
| Hochschullehrer, Dozent an höheren Fachschulen und Akademien          | 41,9 %       | 2010  | auch: Wissenschaftlicher Assistent |
| Puppenmacher, Modellbauer, Präparator                                 | 41,8 %       | 2010  | auch: -helfer, Biologiemodellmacher |
| Tierzüchter                                                           | 41,6 %       | 2010  | auch: -helfer, Tierwirt |
| Buchbinder                                                            | 41,5 %       | 2010  | auch: Buchbinderhelfer |
| Naturwissenschaftliche Berufe                                         | 40,7 %       | 2010  | z. B.: Biologe, Agrarwissenschaftler, Geograph, Geowissenschaftler, Geophysiker, Meteorologe                                                                                |
| Chemietechniker, Physikotechniker                                     | 40,5 %       | 2010  | auch: Chemisch-technischer Assistent |
| Weber                                                                 | 39,3 %       | 2010  | auch: -helfer, Textilmaschinenführer/-mechaniker - Weberei, Textilmechaniker-Bandweberei, Textilstopfer                                                                     |
| Nieter                                                                | 39,0 %       | 2010  | auch: -helfer |
| Maschenwarenfertiger                                                  | 38,8 %       | 2010  | auch: -helfer, Stricker, Textilmaschinenführer - Maschenindustrie, Textilmechaniker - Maschenindustrie                                                                      |
| Druckstockhersteller                                                  | 38,1 %       | 2010  | auch: Druckvorlagenhersteller, Druckformhersteller, Reprohersteller, Flexograph, Stempelmacher                                                                              |
| Vermieter, Vermittler, Versteigerer                                   | 37,3 %       | 2010  | auch: Auto-, Bootsvermieter, Film-, Geldverleiher |
| Fleisch-, Wurstwarenhersteller                                        | 35,7 %       | 2010  | auch: Fleischwarenmacherhelfer |
| Edelsteinbearbeiter                                                   | 35,3 %       | 2010  | auch: -helfer, Edelsteinschleifer, Edelsteingraveur |
| Dekorationen-, Schildermaler                                          | 35,0 %       | 2010  | auch: Schilder- u. Lichtreklamehersteller |
| Musiker                                                               | 34,8 %       | 2010  | auch: Komponist, Dirigent, Chorleiter, Instrumental-, Orchestermusiker |
| Wächter, Aufseher                                                     | 34,7 %       | 2010  | auch: Ordner, Platzanweiser, Garderobenwärter, Badewärter |
| Speditionskaufmann                                                    | 34,5 %       | 2010  | auch: Schifffahrts-, Luftverkehrskaufmann, Seegüterkontrolleur |
| Groblederwarenhersteller, Bandagist                                   | 34,5 %       | 2010  | auch: Sattler, Bandagistenhelfer, Feinsattler |
| Uhrmacher                                                             | 33,5 %       | 2010  | [ i 128 ] |
| Fotolaborant                                                          | 33,4 %       | 2010  | auch: Film- und Videolaborant |
| Gartenarchitekt, Gartenverwalter                                      | 33,1 %       | 2010  | auch: Gartenbauingenieur, -techniker |
| Verbandsleiter, Funktionär                                            | 33,0 %       | 2010  | [ i 131 ] |
| Künstlerische u. zugeordnete Berufe der Bühnen-, Bild-, u. Tontechnik | 33,0 %       | 2010  | z. B.: Bühnen-, Filmausstatter, techn. Bühnenleiter, Ton-, -techniker, Beleuchter, Filmeditor, Filmvorführer                                                                |
| Tuftingwarenmacher (= Hersteller bestimmter Teppiche)                 | 32,4 %       | 2010  | auch: Textilmaschinenführer - Tufting, Textilmechaniker - Tufting |
| Artist, Berufssportler, künstlerische Hilfsberufe                     | 32,2 %       | 2010  | auch: Pferdewirt, Jockeys, Berufsfußballspieler, Statisten, Komparse, Mannequins                                                                                            |
| Vervielfältiger                                                       | 32,0 %       | 2010  | auch: Reprograph |
| Polsterer, Matratzenhersteller                                        | 31,9 %       | 2010  | auch: -helfer, Fahrzeugpolsterer, Polster- und Dekorationsnäher |
| Korb-, Flechtwarenmacher                                              | 31,7 %       | 2010  | auch: -helfer, Korbmacher |
| Unternehmensberater, Organisator                                      | 31,4 %       | 2010  | auch: Vertriebs-, Finanz-, Personalberater, Treuhänder |
| Funk-, Tongerätemechaniker                                            | 30,2 %       | 2010  | auch: -helfer, Radio-, Fernsehmechaniker, Hörgeräteakustiker, Kommunikationselektroniker - Funktechnik                                                                      |
| Seelsorger (alle Religionsgemeinschaften)                             | 29,9 %       | 2010  | [ i 140 ] |
| Verpackungsmittelhersteller                                           | 29,7 %       | 2010  | auch: -helfer, Verpackungsmittelmechaniker |
| Glasbearbeiter, Glasveredler                                          | 29,4 %       | 2010  | auch: -helfer, Flachglasmechaniker, Feinoptiker, Brillenoptikschleifer |
| Warenprüfer, -sortierer, a. n. g.                                     | 28,3 %       | 2010  | auch: Müllsortierer |
| Lederhersteller, Darmsaitenmacher                                     | 28,3 %       | 2010  | auch: -helfer, Gerber |
| Keramiker                                                             | 28,2 %       | 2010  | auch: -helfer, Kerammodelleur, Figurenkeramformer, Industriekeramiker |
| Spezialdrucker, Siebdrucker                                           | 28,2 %       | 2010  | auch: Textilveredler - Druckerei, Tapetendrucker |
| Chemiker, Chemieingenieur                                             | 28,0 %       | 2010  | [ i 147 ] |
| Sonstiger Montierer                                                   | 27,9 %       | 2010  | z. B.: Industriewerker, Zusammensetzer, Montiererhelfer |
| Glasbläser (vor der Lampe)                                            | 27,6 %       | 2010  | auch: Glasapparatebauer, Thermometermacher, Leuchtröhrenglasbläser |
| Holzverformer und zugehörige Berufe                                   | 27,4 %       | 2010  | auch: -helfer, Drechsler, Holzbildhauer, Gewehrschäfter |
| Spinner, Spinnvorbereiter                                             | 27,4 %       | 2010  | auch: -helfer, Textilmaschinenführer - Spinnerei, Textilmechaniker - Spinnerei                                                                                              |
| Holzoberflächenveredler, Furnierer                                    | 27,0 %       | 2010  | auch: -helfer, Vergolder (Holz) |
| Graveur, Ziseleur                                                     | 26,9 %       | 2010  | auch: -helfer |
| Architekt, Bauingenieur                                               | 26,9 %       | 2010  | auch: Stadt- und Regionalplaner, Denkmalspfleger, Statiker |
| Vermessungstechniker                                                  | 26,9 %       | 2010  | auch: Bergvermessungstechniker, -gehilfe |
| Backwarenhersteller                                                   | 26,4 %       | 2010  | auch: Bäcker, Bäckerhelfer |
| Eisenbahnbetriebsregler, -schaffner                                   | 25,5 %       | 2010  | auch: Eisenbahner im Betriebsdienst, Kaufmann im Eisenbahn- und Straßenverkehr                                                                                              |
| Druckerhelfer                                                         | 25,4 %       | 2010  | [ i 158 ] |
| Kunststoffverarbeiter                                                 | 25,0 %       | 2010  | auch: -helfer, Kunststoff-Formgeber, Gummi- und Kunststoffauskleider |
| Drahtverformer, -verarbeiter                                          | 24,8 %       | 2010  | auch: -helfer, Drahtwarenmacher, Kabeljungwerker |
| Gesundheitssichernde Berufe                                           | 24,6 %       | 2010  | auch: Desinfektor, Schädlingsbekämpfer, Fleischbeschauer, Tierkörperverwerter, Leichenbestatter                                                                             |
| Winzer                                                                | 24,2 %       | 2010  | auch: Weingutsdirektor, Kellermeister |
| Mehl-, Nährmittelhersteller                                           | 24,1 %       | 2010  | auch: -helfer, Müller, Fachmann für Lebensmitteltechnik |
| Technischer Schiffsoffizier, Schiffsmaschinist                        | 23,9 %       | 2010  | [ i 164 ] |
| Agraringenieur, Landwirtschaftsberater                                | 23,2 %       | 2010  | auch: Agrartechniker |
| Manager, Geschäftsführer, Geschäftsbereichsleiter                     | 23,2 %       | 2010  | auch: Vertriebs-, Verwaltungs-, Personal-, Produktionsleiter, Direktionsassistent                                                                                           |
| Metallkleber und übrige Metallverbinder                               | 23,0 %       | 2010  | [ i 167 ] |
| Sicherheitskontrolleur                                                | 22,1 %       | 2010  | auch: Gewerbeaufseher, Umweltschutzbeauftragter, Taucher |
| Landwirt                                                              | 21,9 %       | 2010  | auch: Diplomlandwirt, Gutsdirektor |
| Schuhmacher                                                           | 21,8 %       | 2010  | auch: -helfer, Orthopädieschuhmacher |
| Verwalter, Berater in der Landwirtschaft und Tierzucht                | 21,8 %       | 2010  | [ i 171 ] |
| Textilausrüster                                                       | 21,7 %       | 2010  | auch: -helfer, Textilmaschinenführer (Veredlung), Textilveredler - Appretur, - Beschichtung                                                                                 |
| Sonstiger Papierverarbeiter                                           | 21,5 %       | 2010  | z. B.: -helfer, Papierwarenhersteller, Papierpräger, -schneide-, -beschichtungsmaschinenführer                                                                              |
| Physikalisch- und mathematisch-technische Sonderfachkräfte            | 21,2 %       | 2010  | auch: Physiklaborant, Mess- und Regelmechaniker, Mathematisch-technischer Assistent, Werkstoffprüfer (Physik), Wärmestellengehilfe                                          |
| Luftverkehrsberufe                                                    | 21,1 %       | 2010  | auch: Flugzeugführer, Flugingenieur, Fluglotse |
| Lager-, Transportarbeiter                                             | 20,7 %       | 2010  | auch: Bote, Beifahrer, Lager-, Versand- und Transporthelfer |
| Haus-, Gewerbediener                                                  | 20,7 %       | 2010  | auch: Hotel-, Theater-, Saaldiener, Platzwarte/wartin |
| Gärtner, Gartenarbeiter                                               | 20,5 %       | 2010  | auch: -meister |
| Handelsvertreter, Reisender                                           | 20,4 %       | 2010  | auch: Pharmaberater |
| Landarbeitskraft                                                      | 20,2 %       | 2010  | auch: -helfer |
| Übrige Fertigungstechniker                                            | 19,9 %       | 2010  | z. B.: Nahrungsmitteltechniker, Druckereitechniker, Textiltechnischer Assistent, Bekleidungstechniker                                                                       |
| Milch-, Fettverarbeiter                                               | 19,3 %       | 2010  | auch: Molkereiarbeiter, Molkereifachkraft |
| Vermessungsingenieur                                                  | 19,0 %       | 2010  | [ i 183 ] |
| Metallarbeiter o. n. A.                                               | 18,9 %       | 2010  | z. B.: Fachwerker, Produktionsfacharbeiter, Metallhilfsarbeiter |
| Werkschutzkraft, Detektiv                                             | 18,9 %       | 2010  | [ i 185 ] |
| Metallfeinbauer, a. n. g.                                             | 18,5 %       | 2010  | auch: -helfer, Gürtler, Besteck-, Brillengestellmacher, Gürtler und Metalldrücker                                                                                           |
| Datenverarbeitungsfachkraft                                           | 18,5 %       | 2010  | auch: Datenverarbeitungskaufmann, Datentechnischer Assistent, Informatikassistent                                                                                           |
| Elektromotoren-, Transformatorenbauer                                 | 18,0 %       | 2010  | auch: Elektromaschinenbauer, Elektromaschinenmonteur, Elektromaschinenbauerhelfer                                                                                           |
| Fischer                                                               | 17,9 %       | 2010  | auch: Fischwirt |
| Musikinstrumentenbauer                                                | 17,9 %       | 2010  | auch: -helfer, Geigenbauer, Bogenmacher, Handzug-, Holzblasinstrumentenmacher                                                                                               |
| Fahrzeugreiniger, -pfleger                                            | 17,9 %       | 2010  | [ i 191 ] |
| Lagerverwalter, Magaziner                                             | 17,2 %       | 2010  | auch: Fachkraft für Lagerwirtschaft |
| Metallpolierer                                                        | 16,9 %       | 2010  | auch: -helfer, Vorpolierer (Schmuck- u. Kleingeräteherstellung), Feinpolierer                                                                                               |
| Physiker, Physikingenieur, Mathematiker                               | 16,7 %       | 2010  | [ i 194 ] |
| Sonstiger Fahrbetriebsregler, Schaffner                               | 16,3 %       | 2010  | auch: Fuhrparkleiter, Ladebetriebsleiter |
| Gummihersteller, -verarbeiter                                         | 15,5 %       | 2010  | auch: -helfer |
| Chemiebetriebswerker                                                  | 15,4 %       | 2010  | auch: Chemiefacharbeiter, Chemiehilfsarbeiter, Chemikant, Pharmakant, Wachszieher                                                                                           |
| Blechpresser, -zieher, -stanzer                                       | 15,3 %       | 2010  | auch: -helfer |
| Weinküfer                                                             | 15,3 %       | 2010  | auch: -helfer |
| Sonstiger Getränkehersteller, Koster                                  | 15,1 %       | 2010  | z. B.: Brenner, Limonaden- u. Mineralwasserbereiter, Destillateur, Fachkraft für Fruchtsafttechnik                                                                          |
| Filzmacher, Hutstumpenmacher                                          | 14,9 %       | 2010  | auch: -helfer, Textilmaschinenführer - Vliesstoff, Textilmechaniker - Vliesstoff                                                                                            |
| Raumausstatter                                                        | 14,8 %       | 2010  | auch: -helfer, Dekorateur, Fußbodenbelagverleger, Parkettleger |
| Steinbearbeiter                                                       | 14,7 %       | 2010  | auch: -helfer, Natursteinschleifer, Steinmetze u. Steinbildhauer |
| Sonstiger Techniker                                                   | 14,6 %       | 2010  | z. B.: REFA-, Gesundheits-, Umweltschutztechniker, Techniker im öffentlichen Dienst a. n. g.                                                                                |
| Textilfärber                                                          | 14,5 %       | 2010  | auch: -helfer, Textilveredler - Färberei |
| Forstverwalter, Förster, Jäger                                        | 13,8 %       | 2010  | auch: Forstingenieur, -techniker, -meister |
| Flachglasmacher                                                       | 13,6 %       | 2010  | auch: -helfer |
| Galvaniseur, Metallfärber                                             | 13,3 %       | 2010  | auch: -helfer, Galvaniseur u. Metallschleifer |
| Branntsteinhersteller                                                 | 13,1 %       | 2010  | auch: -helfer |
| Sonstiger Ingenieur                                                   | 12,9 %       | 2010  | z. B.: Wirtschaftsingenieur, REFA-, Umweltschutzingenieur, Technischer Betriebsleiter a. n. g.                                                                              |
| Kutscher                                                              | 12,9 %       | 2010  | auch: Gespannführer |
| Feinmechaniker                                                        | 12,6 %       | 2010  | auch: -helfer, Orthopädie-, Chirurgie- und Industriemechanische Geräte- und Feinwerktech., Werkzeugmechaniker, Instrumententechniker, Büchsenmacher                         |
| Übrige Fertigungsingenieur                                            | 12,0 %       | 2010  | z. B.: Nahrungsmittelingenieur, Ingenieur für Druckereitechnik |
| Elektrogerätebauer                                                    | 11,4 %       | 2010  | auch: -helfer, Elektromechaniker, Industrieelektroniker - Gerätetechnik, Energiegeräte-, Büroinformations- und Kommunikationselektroniker, Informationstechniker            |
| Pförtner, Hauswart                                                    | 10,9 %       | 2010  | [ i 215 ] |
| Sonstige Metallverformer (spanlose Verformung)                        | 10,6 %       | 2010  | auch: -helfer |
| Hohlglasmacher                                                        | 10,4 %       | 2010  | auch: -helfer, Industrieglasfertiger, Glasmacher |
| Sprengmeister (außer Schießhauer)                                     | 9,9 %        | 2010  | auch: -helfer |
| Bautechniker                                                          | 9,6 %        | 2010  | auch: Kulturbautechniker, Bautechnischer Assistent, Straßenbautechniker |
| Fleischer                                                             | 9,5 %        | 2010  | auch: -helfer |
| Holzaufbereiter                                                       | 9,2 %        | 2010  | auch: -helfer, Holzbearbeitungsmechaniker |
| Binnenschiffer                                                        | 9,0 %        | 2010  | auch: Hafenschiffer, Ewerführer |
| Buchdrucker (Hochdruck)                                               | 8,8 %        | 2010  | [ i 223 ] |
| Schienenfahrzeugführer                                                | 8,7 %        | 2010  | [ i 224 ] |
| Nautiker                                                              | 8,3 %        | 2010  | auch: Nautischer Schiffsoffizier, Seeschiffer, Lotse |
| Erdbewegungsarbeiter                                                  | 7,8 %        | 2010  | auch: Friedhofsarbeiter |
| Bergbau-, Hütten-, Gießereiingenieur                                  | 7,7 %        | 2010  | [ i 227 ] |
| Sonstige Wasserverkehrsberufe                                         | 7,6 %        | 2010  | z. B.: Fährleute, Wasserstraßenverkehrswart, Hafenaufseher, Schleusenwärter                                                                                                 |
| Stellmacher, Böttcher                                                 | 7,5 %        | 2010  | auch: -helfer, Fahrzeugstellmacher, Wagner |
| Emaillierer, Feuerverzinker u. a. Metalloberflächenvered.             | 7,4 %        | 2010  | auch: -helfer, Emailschriftenmaler |
| Sonstige Maschinist                                                   | 6,9 %        | 2010  | z. B.: Pumpen-, Klima-, Lüftungsanlagenmaschinist, Bühnen(Theater)maschinist                                                                                                |
| Industriemeister, Werkmeister                                         | 6,7 %        | 2010  | auch: Ausbildungsmeister, -leiter |
| Papier-, Zellstoffhersteller                                          | 6,6 %        | 2010  | auch: -helfer, Papiermacher |
| Ingenieur des Maschinen- und Fahrzeugbaues                            | 6,4 %        | 2010  | [ i 234 ] |
| Warenmaler, -lackierer                                                | 6,2 %        | 2010  | auch: -helfer, Auto-, Fahrzeuglackierer |
| Maschinenbautechniker                                                 | 6,1 %        | 2010  | auch: Technischer Assistent - Maschinenbau, Karosserie- und Fahrzeugbau-, Versorgungs-, Feinwerktechniker                                                                   |
| Transportgeräteführer                                                 | 6,0 %        | 2010  | auch: Karrenfahrer, Förderbandbediener, Fahrstuhlführer |
| Sonstige Holz-, Sportgerätebauer                                      | 5,9 %        | 2010  | z. B.: -helfer, Bootsbauer, Rollladen- und Jalousiebauer, Schiffbauer, Leichtflugzeugbauer                                                                                  |
| Techniker des Elektrofaches                                           | 5,8 %        | 2010  | auch: Elektrotechnischer Assistent, Ingenieurassistent |
| Elektroingenieur                                                      | 5,6 %        | 2010  | auch: Ingenieur für Energietechnik, Nachrichten- und Fernmeldetechnik |
| Waldarbeiter, Waldnutzer                                              | 5,6 %        | 2010  | auch: -helfer, Forstwirt (Waldfacharbeiter), Forstwirtschaftsmeister |
| Brauer, Mälzer                                                        | 5,6 %        | 2010  | auch: -helfer |
| Schornsteinfeger                                                      | 5,6 %        | 2010  | [ i 243 ] |
| Übrige spanende Berufe                                                | 5,4 %        | 2010  | z. B.: Metallsäger, Feiler, Entgrater |
| Glasmassehersteller                                                   | 5,4 %        | 2010  | auch: -helfer |
| Fernmeldemonteur, -handwerker                                         | 5,4 %        | 2010  | auch: -helfer, Fernmelde(anlagen)elektroniker, -mechaniker, Kommunikationselektroniker - Telekommunikationstechnik                                                          |
| Modelltischler                                                        | 5,4 %        | 2010  | auch: Modell-, Formentischlerhelfer, Modellbauer |
| Hobler                                                                | 5,3 %        | 2010  | auch: -helfer |
| Halbzeugputzer und sonstige Formgießerberufe                          | 5,1 %        | 2010  | auch: Gießereihilfsarbeiter, Gussputzer |
| Mineralaufbereiter, Mineralbrenner                                    | 5,1 %        | 2010  | auch: -helfer, Aufbereitungsmechaniker |
| Energiemaschinist                                                     | 5,0 %        | 2010  | [ i 251 ] |
| Flach-, Tiefdrucker                                                   | 5,0 %        | 2010  | auch: Steindrucker |
| Steinbrecher                                                          | 4,9 %        | 2010  | auch: -helfer |
| Sonstige Mechaniker                                                   | 4,8 %        | 2010  | z. B. Näh-, Büromaschinen-, Zweirad-, Kälte-, Industriemechaniker - Produktionstech., Teilezurichter, Kälteanlagenbauer, Maschinenzusammensetzer                            |
| Bergbau-, Hütten-, Gießereitechniker                                  | 4,8 %        | 2010  | [ i 255 ] |
| Former, Kernmacher                                                    | 4,7 %        | 2010  | auch: -helfer |
| Bohrer                                                                | 4,6 %        | 2010  | auch: -helfer |
| Metallschleifer                                                       | 4,4 %        | 2010  | auch: -helfer, Zerspanungsmechaniker - Schleiftech. |
| Kraftfahrzeugführer                                                   | 4,3 %        | 2010  | auch: Berufskraftfahrer |
| Maschineneinrichter, o. n. A.                                         | 4,2 %        | 2010  | z. B.: Automateneinrichter |
| Erden-, Kies-, Sandgewinner                                           | 4,2 %        | 2010  | auch: -helfer |
| Maschinenwärter, Maschinistenhelfer                                   | 4,2 %        | 2010  | auch: -helfer, Pumpen-, Kessel-, Schaltanlagenwärter, Bandaufseher |
| Heizer                                                                | 4,1 %        | 2010  | auch: Heizerhelfer |
| Förder-, Seilbahnmaschinist                                           | 3,9 %        | 2010  | [ i 264 ] |
| Stauer, Möbelpacker                                                   | 3,9 %        | 2010  | [ i 265 ] |
| Stuckateur, Gipser, Verputzer                                         | 3,8 %        | 2010  | auch: -helfer |
| Maler, Lackierer (Ausbau)                                             | 3,7 %        | 2010  | auch: Fachberater für Farben, Lacke und Kunststoffe, Maler-, Lackiererhelfer                                                                                                |
| Schlosser, o. n. A.                                                   | 3,7 %        | 2001  | auch: -helfer |
| Glaser                                                                | 3,6 %        | 2010  | auch: -helfer |
| Decksleute in der Seeschifffahrt                                      | 3,5 %        | 2010  | [ i 270 ] |
| Tischler                                                              | 3,1 %        | 2010  | auch: -helfer, Holzmechaniker |
| Straßenreiniger, Abfallbeseitiger                                     | 3,1 %        | 2010  | auch: Ver- und Entsorger |
| Fluggerätmechaniker                                                   | 2,9 %        | 2010  | auch: -helfer, Fluggerätmechaniker, Flugtriebwerkmechaniker |
| Stahlschmied                                                          | 2,7 %        | 2010  | auch: -helfer, Federmacher, Schneidwerkzeugmechaniker |
| Elektroinstallateur, -monteur                                         | 2,7 %        | 2010  | auch: -helfer, Industrie-, Energie-, Prozessleitelektroniker, Elektroanlagenmonteur, Kraftfahrzeugelektriker                                                                |
| Metallzieher                                                          | 2,6 %        | 2010  | auch: -helfer, Drahtzieher |
| Metallvergüter                                                        | 2,6 %        | 2010  | auch: -helfer, Universalhärter |
| Ofensetzer, Luftheizungsbauer                                         | 2,6 %        | 2010  | auch: -helfer, Kachelofen- und Luftheizungsbauer |
| Isolierer, Abdichter                                                  | 2,5 %        | 2010  | auch: -helfer, Wärme-, Kälte-, Schallisolierer, Klebeabdichter, Trockenbaumonteur, Asphaltbauer                                                                             |
| Dreher                                                                | 2,4 %        | 2010  | auch: -helfer, Zerspanungsmechaniker - Drehtechnik, Revolverdreher, Zerspanungsmechaniker - Autom.-Drehtechnik                                                              |
| Erdöl-, Erdgasgewinner                                                | 2,3 %        | 2010  | auch: -helfer |
| Vulkaniseur                                                           | 2,2 %        | 2010  | auch: -helfer, Vulkaniseur u. Reifenmechaniker |
| Eisen-, Metallerzeuger, Schmelzer                                     | 6,1 %        | 2017  | auch: -helfer, Hüttenfacharbeiter (Hochofen, Stahlwerk), Verfahrensmechaniker in d. Hütten- u. Halbzeugindustrie                                                            |
| Behälterbauer, Kupferschmied und verwandte Berufe                     | 2,1 %        | 2010  | auch: -helfer, Anlagenmechaniker - Apparatetechnik |
| Formgießer                                                            | 2,1 %        | 2010  | auch: -helfer, Gießereimechaniker, Metallformer u. Metallgießer, Zinngießer, Glockengießer                                                                                  |
| Fräser                                                                | 2,1 %        | 2010  | auch: -helfer, Zerspanungsmechaniker - Frästechnik |
| Sonstiger Bauhilfsarbeiter, Bauhelfer, a. n. g.                       | 2,0 %        | 2010  | [ i 287 ] |
| Berufsfeuerwehrleute                                                  | 2,0 %        | 2010  | [ i 288 ] |
| Bauschlosser                                                          | 2,0 %        | 2010  | auch: -helfer, Modellschlosser, Konstruktionsmechaniker - Ausrüstungstechnik                                                                                                |
| Werkzeugmacher                                                        | 1,9 %        | 2010  | auch: -helfer, Werkzeugmechaniker - Stanz- u. Umformtechnik, Werkzeugmechaniker - Formentechnik                                                                             |
| Kranführer                                                            | 1,9 %        | 2010  | [ i 291 ] |
| Straßenwart                                                           | 1,8 %        | 2010  | [ i 292 ] |
| Mechatroniker                                                         | 6,6 %        | 2017  | auch: -helfer, Automatisierungstechniker |
| Klempner                                                              | 0,7 %        | 2017  | auch: -helfer, Sanitär-, Heizungs- und Klimatechniker |
| Zimmerer                                                              | 1,8 %        | 2010  | auch: -helfer, Ausbaufacharbeiter, Schiffszimmerer |
| Kultur-, Wasserbauwerker                                              | 1,8 %        | 2010  | auch: -helfer, Wasserbauer |
| Walzer                                                                | 1,7 %        | 2010  | auch: -helfer, Hüttenfacharbeiter (Walzwerk) |
| Blech-, Kunststoffschlosser                                           | 1,7 %        | 2010  | auch: -helfer |
| Kraftfahrzeuginstandsetzer                                            | 1,5 %        | 2010  | auch: -helfer, Kraftfahrzeug-, Automobilmechaniker |
| Formstein-, Betonhersteller                                           | 10,5 %       | 2017  | auch: -helfer, Verfahrensmechaniker i. d. Steine- u. Erdenindustrie, Betonstein- u. Terrazzohersteller, Betonfertigteilbauer                                                |
| Maschinenschlosser                                                    | 1,4 %        | 2010  | auch: -helfer, Industriemechaniker - Maschinen- u. Systemtechnik, Maschinenbaumechaniker                                                                                    |
| Pflasterer, Steinsetzer                                               | 1,4 %        | 2010  | auch: -helfer |
| Estrich-, Terrazzoleger                                               | 1,4 %        | 2010  | auch: -helfer |
| Schweißer, Brennschneider                                             | 1,3 %        | 2010  | auch: -helfer, Schmelzschweißer |
| Maschinen-, Elektro-, Schießhauer                                     | 1,1 %        | 2010  | auch: -helfer |
| Betriebsschlosser, Reparaturschlosser                                 | 1,0 %        | 2010  | auch: -helfer, Industriemechaniker - Betriebstechnik |
| Stahlbauschlosser, Eisenschiffbauer                                   | 0,9 %        | 2010  | auch: -helfer, Konstruktionsmechaniker - Metall- u. Schiffbautechnik |
| Landmaschineninstandsetzer                                            | 0,7 %        | 2010  | auch: -helfer, Landmaschinenmechaniker |
| Bergleute                                                             | 0,6 %        | 2010  | auch: Bergbauhelfer, Bergmechaniker, Berg- u. Maschinenmann |
| Rohrinstallateur                                                      | 0,6 %        | 2010  | auch: -helfer, Gas-, Wasser-, Zentralheizungs-, Lüftungsinstallateur |
| Gerüstbauer                                                           | 0,6 %        | 2010  | auch: -helfer |
| Straßenbauer                                                          | 0,6 %        | 2010  | auch: -helfer, Tiefbaufacharbeiter |
| Fliesenleger                                                          | 0,6 %        | 2010  | auch: -helfer, Fliesen-, Platten- u. Mosaikleger |
| Maurer                                                                | 0,5 %        | 2010  | auch: -helfer, Hochbaufacharbeiter, Backofen-, Feuerungs- u. Schornsteinbauer                                                                                               |
| Betonbauer                                                            | 0,5 %        | 2010  | auch: -helfer, Beton- u. Stahlbetonbauer |
| Dachdecker                                                            | 0,5 %        | 2010  | auch: -helfer |
| Gleisbauer                                                            | 0,5 %        | 2010  | auch: -helfer |
| Rohrnetzbauer, Rohrschlosser                                          | 0,3 %        | 2010  | auch: -helfer, Anlagenmechaniker - Versorgungstechnik, Rohrleitungsbauer |
| Sonstige Tiefbauer                                                    | 0,3 %        | 2010  | z. B.: Brunnenbauer, Kanal-, Kanalisationsbauer |
| Erdbewegungsmaschinenführer                                           | 0,2 %        | 2010  | auch: Baggerführer |
| Baumaschinenführer                                                    | 0,2 %        | 2010  | auch: Pressluftmeißel-, Betoniermaschinenführer, Baugeräteführer |

### Österreich

#### Ausbildungsberufe
| Ausbildungsberuf                        | Frauenanteil | Stand | Bemerkungen |
| --------------------------------------- | ------------ | ----- | --- |
| Kosmetiker                              | 98,1 %       | 2010  | [ 28 ] |
| Fußpfleger                              | 97,8 %       | 2010  | [ 29 ] |
| Drogist                                 | 96,0 %       | 2010  | [ 30 ] |
| Floristik                               | 94,2 %       | 2010  | [ 31 ] |
| Pharmazeutisch-kaufmännischer Assistent | 93,4 %       | 2010  | [ 32 ] |
| Rechtskanzleiassistentin                | 92,7 %       | 2010  | [ 33 ] |
| Friseur und Perückenmacher              | 92,2 %       | 2010  | [ 34 ] [ 35 ] |
| Gesundheits- und Krankenpflege          | 87,0 %       | 2009  | Diplom. Anteil psychiatrische Pflege 56 %. laut Österreichischer Schwerarbeitsverordnung nur für Frauen Schwerarbeit |
| Reisebüroassistentin                    | 81,5 %       | 2010  | [ 39 ] |
| Bürokaufmann                            | 80,0 %       | 2010  | [ 35 ] [ 40 ] |
| Verwaltungsassistent                    | 79,5 %       | 2010  | [ 41 ] |
| Buchhalter                              | 79,1 %       | 2010  | [ 42 ] |
| Industriekaufmann                       | 77,7 %       | 2010  | [ 43 ] |
| Berufsfotograf                          | 73,7 %       | 2010  | [ 44 ] |
| Einzelhandelskaufmann                   | 70,3 %       | 2010  | alle Untergruppierungen                                                                                              |
| Augenoptiker                            | 69,6 %       | 2010  | [ 46 ] |
| Konditor                                | 68,5 %       | 2010  | [ 47 ] |
| Restaurantfachmann                      | 67,5 %       | 2010  | laut Österreichischer Schwerarbeitsverordnung nur für Frauen Schwerarbeit                                            |
| Immobilienkaufmann                      | 64,9 %       | 2010  | [ 49 ] |
| Systemgastronomie                       | 64,4 %       | 2010  | Fast-Food |
| Bankkaufmann                            | 58,5 %       | 2010  | [ 51 ] |
| Gastronomiefachmann                     | 52,8 %       | 2010  | laut Österreichischer Schwerarbeitsverordnung nur für Frauen Schwerarbeit                                            |
| Versicherungskaufmann                   | 52,2 %       | 2010  | [ 53 ] |
| Großhandelskaufmann                     | 49,3 %       | 2010  | [ 54 ] |
| Koch                                    | 34,3 %       | 2010  | laut Österreichischer Schwerarbeitsverordnung nur für Frauen Schwerarbeit                                            |
| Bäcker                                  | 33,4 %       | 2010  | laut Österreichischer Schwerarbeitsverordnung nur für Frauen Schwerarbeit                                            |
| Denkmal- und Gebäudereiniger            | 28,5 %       | 2010  | Fassaden laut Österreichischer Schwerarbeitsverordnung nur für Frauen Schwerarbeit                                   |
| Gärtner                                 | 24,8 %       | 2010  | Schwerarbeit |
| EDV-Kaufmann                            | 24,6 %       | 2010  | [ 59 ] |
| Maler und Anstreicher                   | 19,1 %       | 2010  | Schwerarbeit |
| Rauchfangkehrer                         | 12,1 %       | 2010  | laut Österreichischer Schwerarbeitsverordnung nur für Frauen Schwerarbeit                                            |
| Elektroniker                            | 11,8 %       | 2010  | [ 62 ] |
| Produktionstechniker                    | 11,8 %       | 2010  | [ 63 ] |
| Glasbautechniker                        | 10,3 %       | 2010  | Montage und Formenbau laut Österreichischer Schwerarbeitsverordnung nur für Frauen Schwerarbeit                      |
| Informationstechnologe                  | 9,9 %        | 2010  | [ 65 ] |
| Tischler                                | 9,5 %        | 2010  | Möbeltischler laut Österreichischer Schwerarbeitsverordnung nur für Frauen Schwerarbeit                              |
| Mechatroniker                           | 8,2 %        | 2010  | [ 67 ] |
| Elektromaschinentechniker               | 7,2 %        | 2010  | [ 68 ] |
| Metalltechniker                         | 5,6 %        | 2010  | laut Österreichischer Schwerarbeitsverordnung nur für Frauen Schwerarbeit                                            |
| Fleischhauer                            | 5,2 %        | 2010  | laut Österreichischer Schwerarbeitsverordnung nur für Frauen Schwerarbeit                                            |
| EDV-Systemtechniker                     | 4,3 %        | 2010  | [ 71 ] |
| Hafner                                  | 3,6 %        | 2010  | Schwerarbeit |
| Elektrotechniker                        | 2,9 %        | 2010  | laut Österreichischer Schwerarbeitsverordnung nur für Frauen Schwerarbeit                                            |
| Karosseriebautechniker                  | 2,9 %        | 2010  | laut Österreichischer Schwerarbeitsverordnung nur für Frauen Schwerarbeit                                            |
| Kraftfahrzeugtechniker                  | 2,6 %        | 2010  | laut Österreichischer Schwerarbeitsverordnung nur für Frauen Schwerarbeit, für Männer nur LKW                        |
| Platten- und Fliesenleger               | 1,3 %        | 2010  | Schwerarbeit |
| Fertigteilhausbauer                     | 1,0 %        | 2010  | [ 78 ] |
| Installations- und Gebäudetechniker     | 0,9 %        | 2010  | Schwerarbeit |
| Tiefbauer                               | 0,9 %        | 2010  | laut Österreichischer Schwerarbeitsverordnung nur für Frauen Schwerarbeit                                            |
| Spengler                                | 0,8 %        | 2010  | laut Österreichischer Schwerarbeitsverordnung nur für Frauen Schwerarbeit                                            |
| Kälteanlagentechniker                   | 0,6 %        | 2010  | [ 82 ] |
| Dachdecker                              | 0,4 %        | 2010  | Schwerarbeit |
| Zimmerer                                | 0,4 %        | 2010  | Schwerarbeit |
| Straßenerhaltungsfachmann               | 0,4 %        | 2010  | Schwerarbeit |
| Maurer                                  | 0,3 %        | 2010  | Schwerarbeit |
| Schalungsbauer                          | 0,3 %        | 2010  | Schwerarbeit |
| Pflasterer                              | 0,0 %        | 2010  | Schwerarbeit |

### Schweiz

#### Ausbildungsberufe
| Ausbildungsberuf                            | Frauenanteil | Stand | Bemerkungen |
| ------------------------------------------- | ------------ | ----- | ----------- |
| Kosmetiker EFZ                              | 99,8 %       | 2010  |             |
| Dentalassistent                             | 99,7 %       | 2010  |             |
| Dentalassistent EFZ                         | 99,7 %       | 2010  |             |
| Medizinischer Praxisassistent               | 99,5 %       | 2010  |             |
| Medizinischer Praxisassistent EFZ           | 99,1 %       | 2010  |             |
| Florist EFZ                                 | 98,2 %       | 2010  |             |
| Pharma-Assistent EFZ                        | 97,5 %       | 2010  |             |
| Tiermedizinischer Praxisassistent EFZ       | 97,2 %       | 2010  |             |
| Fachmann Hauswirtschaft EFZ                 | 97,0 %       | 2010  |             |
| Bekleidungsgestalter                        | 96,5 %       | 2010  |             |
| Coiffeur                                    | 94,6 %       | 2010  |             |
| Hotelfachmann EFZ                           | 93,7 %       | 2010  |             |
| Podologe EFZ                                | 93,3 %       | 2010  |             |
| Drogist                                     | 92,7 %       | 2010  |             |
| Coiffeur EFZ                                | 92,3 %       | 2010  |             |
| Pferdefachmann EFZ                          | 91,2 %       | 2010  |             |
| Fachangestellter Gesundheit                 | 90,8 %       | 2010  |             |
| Fachmann Gesundheit EFZ                     | 89,7 %       | 2010  |             |
| Fachmann Betreuung EFZ                      | 86,8 %       | 2010  |             |
| Buchhändler EFZ                             | 83,3 %       | 2010  |             |
| Dekorationsgestalter                        | 81,9 %       | 2010  |             |
| Hotel- und Gastrofachmann                   | 81,8 %       | 2010  |             |
| Fotofachmann EFZ                            | 80,8 %       | 2010  |             |
| Polydesigner 3D EFZ                         | 78,8 %       | 2010  |             |
| Buchhändler                                 | 77,5 %       | 2010  |             |
| Tierpfleger                                 | 77,4 %       | 2010  |             |
| Fachmann Information und Dokumentation EFZ  | 77,1 %       | 2010  |             |
| Restaurationsfachmann EFZ                   | 75,9 %       | 2010  |             |
| Augenoptiker                                | 75,0 %       | 2010  |             |
| Informations- und Dokumentationsassistent   | 74,0 %       | 2010  |             |
| Kaufmann B                                  | 71,3 %       | 2010  |             |
| Konditor-Confiseur                          | 70,7 %       | 2010  |             |
| Innenausbauzeichner                         | 70,1 %       | 2010  |             |
| Tierpfleger EFZ                             | 69,8 %       | 2010  |             |
| Detailhandelsfachmann EFZ (Beratung)        | 66,9 %       | 2010  |             |
| Goldschmied                                 | 65,3 %       | 2010  |             |
| Detailhandelsfachmann EFZ (Bewirtschaftung) | 65,0 %       | 2010  |             |
| Gestalter                                   | 64,5 %       | 2010  |             |
| Kaufmann EFZ                                | 64,3 %       | 2010  |             |
| Innendekorateur                             | 62,8 %       | 2010  |             |
| Polygraf EFZ                                | 62,7 %       | 2010  |             |
| Textiltechnologe EFZ                        | 61,4 %       | 2010  |             |
| Fotograf                                    | 60,2 %       | 2010  |             |
| Gestalter Werbetechnik EFZ                  | 57,8 %       | 2010  |             |
| Zahntechniker EFZ                           | 56,6 %       | 2010  |             |
| Grafiker                                    | 55,3 %       | 2010  |             |
| Grafiker EFZ                                | 54,8 %       | 2010  |             |
| Bäcker-Konditor                             | 54,4 %       | 2010  |             |
| Printmedienverarbeiter EFZ                  | 46,1 %       | 2010  |             |
| Laborant EFZ                                | 45,6 %       | 2010  |             |
| Diätkoch EFZ                                | 42,5 %       | 2010  |             |
| Multimediagestalter                         | 42,3 %       | 2010  |             |
| Maler                                       | 38,9 %       | 2010  |             |
| Koch                                        | 38,6 %       | 2010  |             |
| Koch EFZ                                    | 36,8 %       | 2010  |             |
| Hochbauzeichner                             | 36,0 %       | 2010  |             |
| Uhrmacher Praktiker                         | 34,4 %       | 2010  |             |
| Drucktechnologe EFZ                         | 33,7 %       | 2010  |             |
| Zeichner EFZ                                | 32,0 %       | 2010  |             |
| Informatiker                                | 27,9 %       | 2010  |             |
| Mediamatiker                                | 27,8 %       | 2010  |             |
| Gärtner                                     | 23,7 %       | 2010  |             |
| Drucktechnologe                             | 23,4 %       | 2010  |             |
| Physiklaborant (Messtechnik)                | 22,1 %       | 2010  |             |
| Bauzeichner                                 | 21,9 %       | 2010  |             |
| Lebensmitteltechnologe                      | 21,6 %       | 2010  |             |
| Physiklaborant                              | 21,0 %       | 2010  |             |
| Mikrozeichner                               | 20,8 %       | 2010  |             |
| Uhrmacher (Rhabillage/Industrie)            | 20,8 %       | 2010  |             |
| Geomatiker                                  | 18,9 %       | 2010  |             |
| Milchtechnologe                             | 18,0 %       | 2010  |             |
| Carrossier Lackiererei EFZ                  | 18,0 %       | 2010  |             |
| Gebäudereiniger                             | 17,2 %       | 2010  |             |
| Fleischfachmann EFZ                         | 17,1 %       | 2010  |             |
| Geomatiker EFZ                              | 17,0 %       | 2010  |             |
| Kaminfeger                                  | 16,7 %       | 2010  |             |
| Industrielackierer EFZ                      | 15,7 %       | 2010  |             |
| Gebäudetechnikplaner EFZ                    | 14,5 %       | 2010  |             |
| Logistiker EFZ                              | 14,4 %       | 2010  |             |
| Landwirt EFZ                                | 13,2 %       | 2010  |             |
| Anlagenführer EFZ                           | 13,2 %       | 2010  |             |
| Landwirt                                    | 12,6 %       | 2010  |             |
| Lastwagenführer                             | 12,2 %       | 2010  |             |
| Elektroplaner EFZ                           | 12,0 %       | 2010  |             |
| Metallbaukonstrukteur EFZ                   | 11,6 %       | 2010  |             |
| Winzer                                      | 11,6 %       | 2010  |             |
| Haustechnikplaner                           | 11,4 %       | 2010  |             |
| Konstrukteur                                | 10,8 %       | 2010  |             |
| Konstrukteur EFZ                            | 10,7 %       | 2010  |             |
| Schreiner                                   | 10,3 %       | 2010  |             |
| Chemie- und Pharmatechnologe EFZ            | 10,2 %       | 2010  |             |
| Zweiradmechaniker (Kleinmotorräder)         | 9,8 %        | 2010  |             |
| Zweiradmechaniker                           | 9,3 %        | 2010  |             |
| Zweiradmechaniker (Fahrräder)               | 9,1 %        | 2010  |             |
| Kunststofftechnologe EFZ                    | 8,5 %        | 2010  |             |
| Informatiker EFZ                            | 8,4 %        | 2010  |             |
| Fachmann Betriebsunterhalt EFZ              | 8,3 %        | 2010  |             |
| Elektropraktiker                            | 7,6 %        | 2010  |             |
| Automatikmonteur EFZ                        | 7,4 %        | 2010  |             |
| Plattenleger                                | 6,2 %        | 2010  |             |
| Glaser                                      | 6,1 %        | 2010  |             |
| Bodenleger                                  | 5,8 %        | 2010  |             |
| Motorradmechaniker                          | 5,1 %        | 2010  |             |
| Telematiker EFZ                             | 5,0 %        | 2010  |             |
| Mikromechaniker                             | 4,8 %        | 2010  |             |
| Produktionsmechaniker EFZ                   | 4,7 %        | 2010  |             |
| Lüftungsanlagenbauer EFZ                    | 4,3 %        | 2010  |             |
| Elektroniker                                | 4,3 %        | 2010  |             |
| Elektroniker EFZ                            | 3,9 %        | 2010  |             |
| Gipser                                      | 3,7 %        | 2010  |             |
| Polymechaniker                              | 3,4 %        | 2010  |             |
| Multimediaelektroniker                      | 3,4 %        | 2010  |             |
| Mechapraktiker                              | 3,3 %        | 2010  |             |
| Automatiker                                 | 3,1 %        | 2010  |             |
| Polymechaniker EFZ                          | 3,1 %        | 2010  |             |
| Automobil-Fachmann EFZ                      | 2,8 %        | 2010  |             |
| Automobil-Mechatroniker EFZ                 | 2,8 %        | 2010  |             |
| Elektromonteur                              | 2,7 %        | 2010  |             |
| Spengler EFZ                                | 2,3 %        | 2010  |             |
| Gleisbauer EFZ                              | 2,3 %        | 2010  |             |
| Elektroniker                                | 2,3 %        | 2010  |             |
| Automatiker EFZ                             | 2,1 %        | 2010  |             |
| Automechaniker                              | 1,9 %        | 2010  |             |
| Carrossier Spenglerei EFZ                   | 1,8 %        | 2010  |             |
| Metallbauer EFZ                             | 1,8 %        | 2010  |             |
| Netzelektriker                              | 1,8 %        | 2010  |             |
| Polybauer EFZ                               | 1,7 %        | 2010  |             |
| Elektroinstallateur EFZ                     | 1,6 %        | 2010  |             |
| Anlagen- und Apparatebauer                  | 1,6 %        | 2010  |             |
| Automechaniker A (Leichte Motorwagen)       | 1,5 %        | 2010  |             |
| Kältemonteur                                | 1,5 %        | 2010  |             |
| Zimmermann                                  | 1,5 %        | 2010  |             |
| Forstwart EFZ                               | 1,4 %        | 2010  |             |
| Strassenbauer EFZ                           | 1,3 %        | 2010  |             |
| Sanitärinstallateur EFZ                     | 1,3 %        | 2010  |             |
| Fahrzeugschlosser                           | 1,1 %        | 2010  |             |
| Gipser und Maler                            | 1,1 %        | 2010  |             |
| Heizungsinstallateur EFZ                    | 1,1 %        | 2010  |             |
| Montage-Elektriker EFZ                      | 1,0 %        | 2010  |             |
| Sanitärmonteur                              | 0,8 %        | 2010  |             |
| Maurer                                      | 0,8 %        | 2010  |             |
| Landmaschinenmechaniker EFZ                 | 0,6 %        | 2010  |             |
| Baumaschinenmechaniker EFZ                  | 0,3 %        | 2010  |             |
| Motorgerätemechaniker EFZ                   | 0,0 %        | 2010  |             |

Quelle: Bundesamt für Statistik
Das Eidgenössische Fähigkeitszeugnis (EFZ) entspricht in Deutschland und Österreich dem Gesellenbrief und dem Facharbeiterbrief bzw. nur in Deutschland dem IHK-Prüfungszeugnis.

## Frauenanteil in der Justiz

### Deutschland
Bei den Zahlen zu den Gerichten und Staatsanwaltschaften handelt es sich um Personalzahlen in Arbeitskraftanteilen, nicht Kopfzahlen. Der Frauenanteil in Kopfzahlen dürfte aufgrund der höheren Teilzeitquote höher liegen.
| Institution          | Frauenanteil | Stand      | Bemerkungen                                                                                 |
| -------------------- | ------------ | ---------- | ------------------------------------------------------------------------------------------- |
| Sozialgerichte       | 52 %         | 31.12.2020 | [ 90 ]                                                                                      |
| Staatsanwaltschaft   | 51 %         | 31.12.2020 | [ 90 ]                                                                                      |
| Ordentliche Gerichte | 48 %         | 31.12.2020 | [ 90 ]                                                                                      |
| Arbeitsgerichte      | 43 %         | 31.12.2020 | [ 90 ]                                                                                      |
| Rechtsanwälte        | 36 %         | 01.01.2022 | [ 91 ]                                                                                      |
| Verwaltungsgerichte  | 45 %         | 31.12.2020 | [ 90 ]                                                                                      |
| Finanzgerichte       | 38 %         | 31.12.2020 | [ 90 ]                                                                                      |
| BVerfG Erster Senat  | 37,5 %       | 2023       | Gabriele Britz, Yvonne Ott, Ines Härtel                                                     |
| BVerfG Zweiter Senat | 62,5 %       | 2023       | Doris König, Rhona Fetzer, Sibylle Kessal-Wulf, Christine Langenfeld, Astrid Wallrabenstein |
| Insgesamt            | 48 %         | 31.12.2020 | [ 90 ]                                                                                      |

### Österreich

#### Richterinnen
| Institution                  | Frauenanteil | Stand | Bemerkungen |
| ---------------------------- | ------------ | ----- | ----------- |
| OLG Wien                     | 57 %         | 2010  |             |
| OLG Graz                     | 43 %         | 2010  |             |
| OLG Linz                     | 43 %         | 2010  |             |
| OLG Innsbruck                | 36 %         | 2010  |             |
| OGH                          | 31 %         | 2010  |             |
| Bundesministerium für Justiz | 21 %         | 2010  |             |
| OLG gesamt                   | 49 %         | 2010  |             |
| Sonstige gesamt              | 22 %         | 2010  |             |

Quelle: Bundesministerium für Justiz

#### Staatsanwältinnen
| Institution                  | Frauenanteil | Stand | Bemerkungen |
| ---------------------------- | ------------ | ----- | ----------- |
| OStA Wien                    | 52 %         | 2010  |             |
| OStA Graz                    | 45 %         | 2010  |             |
| OStA Linz                    | 45 %         | 2010  |             |
| OStA Innsbruck               | 45 %         | 2010  |             |
| Generalprokuratur            | 38 %         | 2010  |             |
| Bundesministerium für Justiz | 23 %         | 2010  |             |
| OStA gesamt                  | 48 %         | 2010  |             |
| Sonstige gesamt              | 16 %         | 2010  |             |

1. ↑  Oberstaatsanwaltschaft

Quelle: Bundesministerium für Justiz

### Vereinigte Staaten
| Institution                                  | Frauenanteil | Stand | Bemerkungen                                  |
| -------------------------------------------- | ------------ | ----- | -------------------------------------------- |
| Oberster Gerichtshof der Vereinigten Staaten | 33,3 %       | 2020  |                                              |
| State Courts                                 | 26,0 %       | 2009  | entspricht in etwa dem deutschen Landgericht |

## Frauenanteil im Journalismus
| Land        | Frauenanteil | Stand | Bemerkungen |
| ----------- | ------------ | ----- | ----------- |
| Deutschland | 37 %         | 2005  | [ 94 ]      |
| Österreich  | 42 %         | 2007  | [ 95 ]      |

### Führungsebene in Deutschland
| Führende Printmedien 2017      | Gewichteter Frauenanteil in Führungspositionen |
| ------------------------------ | ---------------------------------------------- |
| Die Zeit                       | 38 %                                           |
| Bild                           | 36 %                                           |
| Der Spiegel                    | 31 %                                           |
| Stern                          | 28 %                                           |
| Die Welt                       | 20 %                                           |
| Süddeutsche Zeitung            | 20 %                                           |
| Focus                          | 18 %                                           |
| Frankfurter Allgemeine Zeitung | 14 %                                           |

Anteil Chefredakteurinnen deutscher Regionalzeitungen 2016: 5 %

## Frauenanteil in Bildung und Wissenschaft

### Nobelpreise

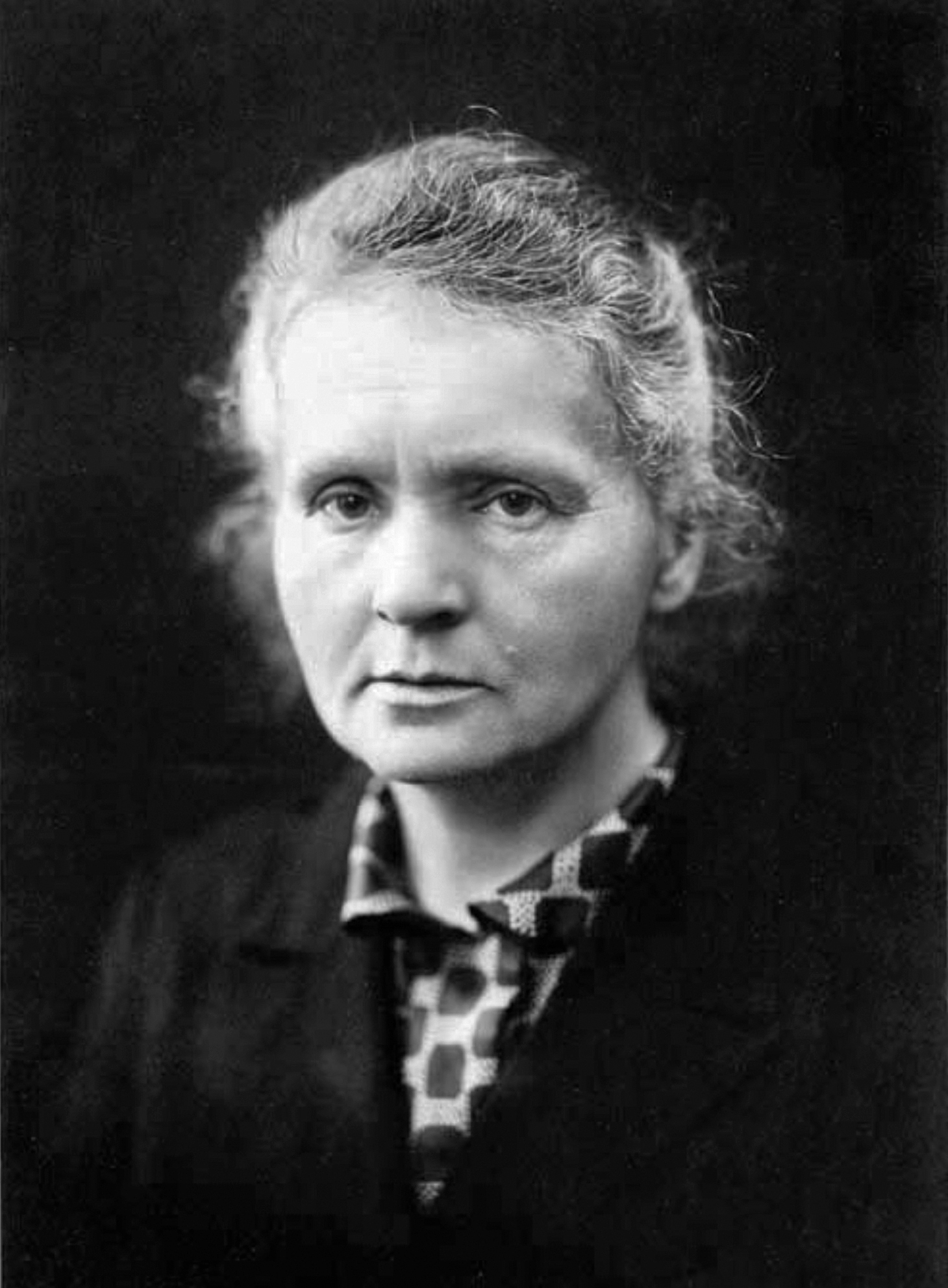
Marie Curie, Physiknobelpreisträgerin 1903 und Chemienobelpreisträgerin 1911 (1920)

Bis 2010 wurden insgesamt 773 Nobelpreise in den fünf klassischen Kategorien vergeben, davon gingen 710 an Männer, 40 an Frauen und 23 an Organisationen. Einzige Mehrfachpreisträgerin ist Marie Curie (1903 und 1911). Der Frauenanteil unter den Preisträgern beträgt in den klassischen Kategorien 5,6 %. Inklusive des Alfred-Nobel-Gedächtnispreis für Wirtschaftswissenschaften, der erst einmal an eine Frau verliehen wurde, ergibt sich ein Anteil von 5,3 %.
| Kategorie  | Frauenanteil | Bemerkung                                            |
| ---------- | ------------ | ---------------------------------------------------- |
| Literatur  | 11,2 %       |                                                      |
| Frieden    | 10,2 %       |                                                      |
| Medizin    | 5,1 %        |                                                      |
| Chemie     | 2,6 %        |                                                      |
| Wirtschaft | 1,5 %        | „zur Erinnerung an Alfred Nobel“, Verleihung ab 1969 |
| Physik     | 1,1 %        |                                                      |

### Nationale Wissenschaftsakademien
| Land                              | Wissenschaftsakademie                                                          | Frauenanteil | Bemerkungen                                 |
| --------------------------------- | ------------------------------------------------------------------------------ | ------------ | ------------------------------------------- |
| Kuba                              | Akademie der Wissenschaften Kubas                                              | 27 %         |                                             |
| Karibik                           | Karibische Akademie der Wissenschaften                                         | 26 %         | Sitz in St. Augustine (Trinidad and Tobago) |
| Tschechien                        | Akademie der Wissenschaften der Tschechischen Republik                         | 24 %         |                                             |
| Südafrika                         | Akademie der Wissenschaften Südafrikas                                         | 24 %         |                                             |
| Mexiko                            | Mexikanische Akademie der Wissenschaften                                       | 23 %         |                                             |
| Nicaragua                         | Akademie der Wissenschaften Nikaraguas                                         | 23 %         |                                             |
| Peru                              | Nationale Akademie der Wissenschaften Perus                                    | 20 %         |                                             |
| Uruguay                           | Nationale Akademie der Wissenschaften Uruguays                                 | 19 %         |                                             |
| Sri Lanka                         | Nationale Akademie der Wissenschaften Sri Lankas                               | 18 %         |                                             |
| Lettland                          | Lettische Akademie der Wissenschaften                                          | 18 %         |                                             |
| Honduras                          | Akademie der Wissenschaften von Honduras                                       | 17 %         |                                             |
| Finnland                          | Finnische Akademie der Wissenschaften                                          | 17 %         |                                             |
| Japan                             | Japanischer Wissenschaftsrat                                                   | 17 %         |                                             |
| Schweiz                           | Akademien der Wissenschaften Schweiz                                           | 17 %         |                                             |
| Kanada                            | Königliche Gesellschaft von Kanada                                             | 16 %         |                                             |
| Malaysia                          | Akademie der Wissenschaften Malaysias                                          | 15 %         |                                             |
| Bosnien und Herzegowina           | Akademie der Wissenschaften und Künste Bosniens und Herzegowinas               | 15 %         |                                             |
| Irland                            | Königlich Irische Akademie                                                     | 14 %         |                                             |
| Venezuela                         | Akademie der Physikalischen, Mathematischen und Naturwissenschaften Venezuelas | 14 %         |                                             |
| Costa Rica                        | Nationale Akademie der Wissenschaften Costa Ricas                              | 14 %         |                                             |
| Niederlande                       | Königlich Niederländische Akademie der Wissenschaften                          | 14 %         |                                             |
| Kolumbien                         | Kolumbianische Akademie der Exakten, Physikalischen und Naturwissenschaften    | 14 %         |                                             |
| Österreich                        | Österreichische Akademie der Wissenschaften                                    | 13 %         |                                             |
| Dominikanische Republik           | Akademie der Wissenschaften der Dominikanischen Republik                       | 13 %         |                                             |
| Brasilien                         | Brasilianische Akademie der Wissenschaften                                     | 13 %         |                                             |
| Uganda                            | Akademie der Wissenschaften Ugandas                                            | 13 %         |                                             |
| Schweden                          | Königlich Schwedische Akademie der Wissenschaften                              | 13 %         |                                             |
| Vereinigte Staaten                | Nationale Akademie der Wissenschaften der Vereinigten Staaten                  | 13 %         |                                             |
| Guatemala                         | Akademie der Medizinischen, Physikalischen und Naturwissenschaften Guatemalas  | 12 %         |                                             |
| Chile                             | Chilenische Akademie der Wissenschaften                                        | 12 %         |                                             |
| Argentinien                       | Nationale Akademie der Exakten, Physikalischen und Naturwissenschaften         | 12 %         |                                             |
| Ghana                             | Akademie der Künste und Wissenschaften Ghanas                                  | 11 %         |                                             |
| Kamerun                           | Akademie der Wissenschaften Kameruns                                           | 11 %         |                                             |
| Albanien                          | Albanische Akademie der Wissenschaften                                         | 10 %         |                                             |
| Kroatien                          | Kroatische Akademie der Wissenschaften und Künste                              | 10 %         |                                             |
| Deutschland                       | Deutsche Akademie der Naturforscher Leopoldina                                 | 10 %         |                                             |
| Marokko                           | Hassan II Akademie der Wissenschaft und Technik                                | 10 %         |                                             |
| Australien                        | Australische Akademie der Wissenschaften                                       | 10 %         |                                             |
| Schweiz                           | Schweizerische Akademie der Technischen Wissenschaften                         | 10 %         |                                             |
| Serbien                           | Serbische Akademie der Wissenschaften und Künste                               | 9 %          |                                             |
| Montenegro                        | Montenegrinische Akademie der Wissenschaften und Künste                        | 9 %          |                                             |
| Nigeria                           | Nigerianische Akademie der Wissenschaften                                      | 9 %          |                                             |
| Neuseeland                        | Königliche Gesellschaft von Neuseeland                                         | 9 %          |                                             |
| Türkei                            | Türkische Akademie der Wissenschaften                                          | 9 %          |                                             |
| Bolivien                          | Nationale Akademie der Wissenschaften Boliviens                                | 9 %          |                                             |
| Spanien                           | Königliche Akademie der Exakten, Physikalischen und Naturwissenschaften        | 8 %          |                                             |
| Frankreich                        | Akademie der Wissenschaften des Institut de France                             | 8 %          |                                             |
| Pakistan                          | Pakistanische Akademie der Wissenschaften                                      | 8 %          |                                             |
| Georgien                          | Georgische Nationale Akademie der Wissenschaften                               | 8 %          |                                             |
| Bangladesch                       | Akademie der Wissenschaften Bangladeschs                                       | 7 %          |                                             |
| Kenia                             | Akademie der Wissenschaften Kenias                                             | 7 %          |                                             |
| Palästinensische Autonomiegebiete | Palästinensische Akademie der Wissenschaft und Technik                         | 7 %          |                                             |
| Vereinigtes Königreich            | Königliche Gesellschaft                                                        | 6 %          |                                             |
| Sudan                             | Sudanesische Nationale Akademie der Wissenschaften Kenias                      | 6 %          |                                             |
| Indien                            | Indische Akademie der Wissenschaften                                           | 6 %          |                                             |
| China                             | Chinesische Akademie der Wissenschaften                                        | 6 %          |                                             |
| Italien                           | Accademia Nazionale dei Lincei                                                 | 5 %          |                                             |
| Slowenien                         | Slowenische Akademie der Wissenschaften und Künste                             | 5 %          |                                             |
| Ungarn                            | Ungarische Akademie der Wissenschaften                                         | 5 %          |                                             |
| Äthiopien                         | Äthiopische Akademie der Wissenschaften                                        | 5 %          |                                             |
| Mongolei                          | Mongolische Akademie der Wissenschaften                                        | 5 %          |                                             |
| Polen                             | Polnische Akademie der Wissenschaften                                          | 4 %          |                                             |
| Tansania                          | Akademie der Wissenschaften Tansanias                                          | 4 %          |                                             |

Quelle: Ngila et al. (2017)

### Professuren
| Land        | Frauenanteil | Stand | Bemerkungen |
| ----------- | ------------ | ----- | ----------- |
| Iran        | 20,0 %       | 2009  | [ 99 ]      |
| Österreich  | 19,0 %       | 2009  | [ 100 ]     |
| Deutschland | 18,3 %       | 2009  | [ 101 ]     |
| Schweiz     | 16,4 %       | 2009  | [ 102 ]     |

### Studium
Erste Phase des Tertiärbereichs. Programme, die theorieorientiert/forschungsvorbereitend sind oder Zugang zu Berufen mit sehr hohen Qualifikationsanforderungen bieten (erster Hochschulabschluss der Stufe 5 A).
| Land               | Studienfach                                             | Frauenanteil | Stand | Bemerkungen |
| ------------------ | ------------------------------------------------------- | ------------ | ----- | ----------- |
| Finnland           | Erziehungswissenschaft                                  | 92,0 %       | 2009  |             |
| Finnland           | Tiermedizin                                             | 91,8 %       | 2009  |             |
| Finnland           | Sozialwesen                                             | 91,5 %       | 2009  |             |
| Österreich         | Erziehungswissenschaft                                  | 91,0 %       | 2009  |             |
| Schweiz            | Erziehungswissenschaft                                  | 90,7 %       | 2009  |             |
| Finnland           | Gesundheit und soziale Dienste                          | 90,1 %       | 2009  |             |
| Finnland           | Gesundheit                                              | 89,7 %       | 2009  |             |
| Dänemark           | Tiermedizin                                             | 89,6 %       | 2009  |             |
| Schweden           | Tiermedizin                                             | 89,4 %       | 2009  |             |
| Vereinigte Staaten | Sozialwesen                                             | 89,4 %       | 2009  |             |
| Schweden           | Sozialwesen                                             | 88,0 %       | 2009  |             |
| Dänemark           | Erziehungswissenschaft                                  | 87,9 %       | 2009  |             |
| Dänemark           | Herstellung und Verarbeitung                            | 85,9 %       | 2009  |             |
| Deutschland        | Tiermedizin                                             | 85,9 %       | 2009  |             |
| Schweden           | Sicherheitsdienstleistungen                             | 85,7 %       | 2009  |             |
| Vereinigte Staaten | Gesundheit und soziale Dienste                          | 85,7 %       | 2009  |             |
| Deutschland        | Unterrichten und Ausbilden                              | 85,6 %       | 2009  |             |
| Vereinigte Staaten | Gesundheit                                              | 85,2 %       | 2009  |             |
| Österreich         | Tiermedizin                                             | 85,2 %       | 2009  |             |
| Dänemark           | Agrarwissenschaft und Veterinärwissenschaft             | 85,1 %       | 2009  |             |
| Norwegen           | Sozialwesen                                             | 84,7 %       | 2009  |             |
| Finnland           | Umweltschutz                                            | 84,5 %       | 2009  |             |
| EU-27              | Sozialwesen                                             | 83,7 %       | 2009  |             |
| Finnland           | Lehrerausbildung und Erziehungswissenschaft             | 83,6 %       | 2009  |             |
| Norwegen           | Gesundheit und soziale Dienste                          | 83,3 %       | 2009  |             |
| Finnland           | Persönliche Dienstleistungen                            | 83,3 %       | 2009  |             |
| Schweden           | Gesundheit und soziale Dienste                          | 83,1 %       | 2009  |             |
| Norwegen           | Gesundheit                                              | 83,0 %       | 2009  |             |
| Dänemark           | Gesundheit                                              | 82,8 %       | 2009  |             |
| Schweden           | Erziehungswissenschaft                                  | 82,5 %       | 2009  |             |
| Schweden           | Gesundheit                                              | 81,9 %       | 2009  |             |
| Dänemark           | Gesundheit und soziale Dienste                          | 81,3 %       | 2009  |             |
| EU-27              | Erziehungswissenschaft                                  | 81,2 %       | 2009  |             |
| Österreich         | Lehrerausbildung und Erziehungswissenschaft             | 81,2 %       | 2009  |             |
| Finnland           | Unterrichten und Ausbilden                              | 81,2 %       | 2009  |             |
| Deutschland        | Sozialwesen                                             | 80,4 %       | 2009  |             |
| EU-27              | Unterrichten und Ausbilden                              | 79,6 %       | 2009  |             |
| Dänemark           | Sozialwesen                                             | 79,5 %       | 2009  |             |
| Norwegen           | Unterrichten und Ausbilden                              | 79,5 %       | 2009  |             |
| Schweiz            | Tiermedizin                                             | 79,4 %       | 2009  |             |
| Finnland           | Dienstleistungen                                        | 79,4 %       | 2009  |             |
| Österreich         | Sozialwesen                                             | 79,3 %       | 2009  |             |
| Vereinigte Staaten | Lehrerausbildung und Erziehungswissenschaft             | 79,2 %       | 2009  |             |
| EU-27              | Lehrerausbildung und Erziehungswissenschaft             | 79,1 %       | 2009  |             |
| Österreich         | Unterrichten und Ausbilden                              | 78,8 %       | 2009  |             |
| Schweden           | Lehrerausbildung und Erziehungswissenschaft             | 78,7 %       | 2009  |             |
| Schweden           | Unterrichten und Ausbilden                              | 78,6 %       | 2009  |             |
| Finnland           | Geisteswissenschaften                                   | 78,1 %       | 2009  |             |
| Finnland           | Biowissenschaften                                       | 77,9 %       | 2009  |             |
| Norwegen           | Tiermedizin                                             | 77,0 %       | 2009  |             |
| Finnland           | Journalismus und Informationswesen                      | 76,9 %       | 2009  |             |
| Schweiz            | Sozialwesen                                             | 75,8 %       | 2009  |             |
| Deutschland        | Geisteswissenschaften                                   | 75,5 %       | 2009  |             |
| EU-27              | Gesundheit und soziale Dienste                          | 75,0 %       | 2009  |             |
| Schweiz            | Lehrerausbildung und Erziehungswissenschaft             | 74,5 %       | 2009  |             |
| Schweiz            | Gesundheit und soziale Dienste                          | 73,9 %       | 2009  |             |
| Deutschland        | Geisteswissenschaften und Künste                        | 73,9 %       | 2009  |             |
| Finnland           | Geisteswissenschaften und Künste                        | 73,9 %       | 2009  |             |
| Norwegen           | Lehrerausbildung und Erziehungswissenschaft             | 73,8 %       | 2009  |             |
| Deutschland        | Lehrerausbildung und Erziehungswissenschaft             | 73,5 %       | 2009  |             |
| EU-27              | Geisteswissenschaften                                   | 73,1 %       | 2009  |             |
| Schweiz            | Gesundheit                                              | 73,0 %       | 2009  |             |
| EU-27              | Gesundheit                                              | 72,9 %       | 2009  |             |
| Vereinigte Staaten | Recht                                                   | 72,9 %       | 2009  |             |
| Dänemark           | Lehrerausbildung und Erziehungswissenschaft             | 72,6 %       | 2009  |             |
| Schweden           | Umweltschutz                                            | 72,4 %       | 2009  |             |
| Deutschland        | Gesundheit und soziale Dienste                          | 72,2 %       | 2009  |             |
| Schweden           | Journalismus und Informationswesen                      | 72,2 %       | 2009  |             |
| Dänemark           | Unterrichten und Ausbilden                              | 72,1 %       | 2009  |             |
| Finnland           | Sozial- und Verhaltenswissenschaften                    | 72,0 %       | 2009  |             |
| Schweiz            | Unterrichten und Ausbilden                              | 71,8 %       | 2009  |             |
| Norwegen           | Biowissenschaften                                       | 71,6 %       | 2009  |             |
| Deutschland        | Journalismus und Informationswesen                      | 70,8 %       | 2009  |             |
| Schweden           | Biowissenschaften                                       | 70,5 %       | 2009  |             |
| Deutschland        | Erziehungswissenschaft                                  | 70,4 %       | 2009  |             |
| Österreich         | Journalismus und Informationswesen                      | 70,4 %       | 2009  |             |
| EU-27              | Geisteswissenschaften und Künste                        | 70,2 %       | 2009  |             |
| EU-27              | Tiermedizin                                             | 70,2 %       | 2009  |             |
| Österreich         | Gesundheit und soziale Dienste                          | 70,0 %       | 2009  |             |
| Schweden           | Sozial- und Verhaltenswissenschaften                    | 69,5 %       | 2009  |             |
| Österreich         | Biowissenschaften                                       | 69,2 %       | 2009  |             |
| Deutschland        | Biowissenschaften                                       | 69,2 %       | 2009  |             |
| Finnland           | Sozial-, Wirtschafts- und Rechtswissenschaften          | 69,1 %       | 2009  |             |
| Finnland           | Künste                                                  | 69,1 %       | 2009  |             |
| Finnland           | Wirtschaft und Verwaltung                               | 68,6 %       | 2009  |             |
| Österreich         | Geisteswissenschaften                                   | 68,3 %       | 2009  |             |
| Österreich         | Gesundheit                                              | 68,1 %       | 2009  |             |
| EU-27              | Journalismus und Informationswesen                      | 67,6 %       | 2009  |             |
| Norwegen           | Agrarwissenschaft und Veterinärwissenschaft             | 67,0 %       | 2009  |             |
| Dänemark           | Geisteswissenschaften                                   | 66,8 %       | 2009  |             |
| EU-27              | Sozial- und Verhaltenswissenschaften                    | 66,8 %       | 2009  |             |
| Österreich         | Geisteswissenschaften und Künste                        | 66,5 %       | 2009  |             |
| Deutschland        | Künste                                                  | 66,5 %       | 2009  |             |
| Dänemark           | Landwirtschaft, Forstwirtschaft und Fischereiwirtschaft | 66,1 %       | 2009  |             |
| Schweiz            | Sozial- und Verhaltenswissenschaften                    | 66,1 %       | 2009  |             |
| Schweiz            | Geisteswissenschaften                                   | 66,1 %       | 2009  |             |
| Schweden           | Recht                                                   | 66,0 %       | 2009  |             |
| Deutschland        | Gesundheit                                              | 65,4 %       | 2009  |             |
| Norwegen           | Sozial- und Verhaltenswissenschaften                    | 65,4 %       | 2009  |             |
| Schweden           | Insgesamt                                               | 65,1 %       | 2009  |             |
| Schweden           | Persönliche Dienstleistungen                            | 65,0 %       | 2009  |             |
| Dänemark           | Geisteswissenschaften und Künste                        | 65,0 %       | 2009  |             |
| Finnland           | Insgesamt                                               | 64,9 %       | 2009  |             |
| EU-27              | Biowissenschaften                                       | 64,4 %       | 2009  |             |
| Österreich         | Künste                                                  | 64,3 %       | 2009  |             |
| Deutschland        | Mathematik und Statistik                                | 64,3 %       | 2009  |             |
| Österreich         | Sozial- und Verhaltenswissenschaften                    | 64,0 %       | 2009  |             |
| EU-27              | Künste                                                  | 63,9 %       | 2009  |             |
| Schweden           | Geisteswissenschaften                                   | 63,8 %       | 2009  |             |
| Schweiz            | Journalismus und Informationswesen                      | 63,5 %       | 2009  |             |
| Dänemark           | Biowissenschaften                                       | 63,5 %       | 2009  |             |
| Österreich         | Agrarwissenschaft und Veterinärwissenschaft             | 63,5 %       | 2009  |             |
| Vereinigte Staaten | Persönliche Dienstleistungen                            | 63,4 %       | 2009  |             |
| Schweden           | Sozial-, Wirtschafts- und Rechtswissenschaften          | 63,3 %       | 2009  |             |
| Norwegen           | Insgesamt                                               | 63,1 %       | 2009  |             |
| Norwegen           | Erziehungswissenschaft                                  | 63,1 %       | 2009  |             |
| Dänemark           | Insgesamt                                               | 63,0 %       | 2009  |             |
| Schweden           | Geisteswissenschaften und Künste                        | 62,9 %       | 2009  |             |
| Finnland           | Recht                                                   | 62,7 %       | 2009  |             |
| Schweden           | Agrarwissenschaft und Veterinärwissenschaft             | 62,6 %       | 2009  |             |
| Vereinigte Staaten | Journalismus und Informationswesen                      | 62,5 %       | 2009  |             |
| Vereinigte Staaten | Sozial- und Verhaltenswissenschaften                    | 62,4 %       | 2009  |             |
| Schweiz            | Geisteswissenschaften und Künste                        | 62,4 %       | 2009  |             |
| Schweiz            | Persönliche Dienstleistungen                            | 62,2 %       | 2009  |             |
| Deutschland        | Sozial- und Verhaltenswissenschaften                    | 62,0 %       | 2009  |             |
| Deutschland        | Persönliche Dienstleistungen                            | 61,9 %       | 2009  |             |
| EU-27              | Sozial-, Wirtschafts- und Rechtswissenschaften          | 61,2 %       | 2009  |             |
| Schweden           | Künste                                                  | 61,2 %       | 2009  |             |
| Dänemark           | Recht                                                   | 60,9 %       | 2009  |             |
| Vereinigte Staaten | Künste                                                  | 60,7 %       | 2009  |             |
| Norwegen           | Künste                                                  | 60,5 %       | 2009  |             |
| Österreich         | Sozial-, Wirtschafts- und Rechtswissenschaften          | 60,3 %       | 2009  |             |
| EU-27              | Recht                                                   | 60,2 %       | 2009  |             |
| Vereinigte Staaten | Geisteswissenschaften und Künste                        | 60,2 %       | 2009  |             |
| Schweden           | Dienstleistungen                                        | 60,2 %       | 2009  |             |
| Vereinigte Staaten | Geisteswissenschaften                                   | 60,0 %       | 2009  |             |
| Norwegen           | Recht                                                   | 59,9 %       | 2009  |             |
| EU-27              | Persönliche Dienstleistungen                            | 59,4 %       | 2009  |             |
| Vereinigte Staaten | Biowissenschaften                                       | 59,2 %       | 2009  |             |
| Norwegen           | Landwirtschaft, Forstwirtschaft und Fischereiwirtschaft | 59,1 %       | 2009  |             |
| Norwegen           | Persönliche Dienstleistungen                            | 59,1 %       | 2009  |             |
| EU-27              | Insgesamt                                               | 59,0 %       | 2009  |             |
| Schweiz            | Agrarwissenschaft und Veterinärwissenschaft             | 59,0 %       | 2009  |             |
| Schweiz            | Künste                                                  | 58,4 %       | 2009  |             |
| Norwegen           | Geisteswissenschaften und Künste                        | 58,4 %       | 2009  |             |
| Österreich         | Recht                                                   | 57,9 %       | 2009  |             |
| Schweiz            | Recht                                                   | 57,9 %       | 2009  |             |
| Norwegen           | Sozial-, Wirtschafts- und Rechtswissenschaften          | 57,8 %       | 2009  |             |
| EU-27              | Wirtschaft und Verwaltung                               | 57,8 %       | 2009  |             |
| Dänemark           | Journalismus und Informationswesen                      | 57,7 %       | 2009  |             |
| Dänemark           | Sozial- und Verhaltenswissenschaften                    | 57,5 %       | 2009  |             |
| Norwegen           | Journalismus und Informationswesen                      | 57,5 %       | 2009  |             |
| Dänemark           | Künste                                                  | 57,4 %       | 2009  |             |
| Vereinigte Staaten | Insgesamt                                               | 57,2 %       | 2009  |             |
| Österreich         | Insgesamt                                               | 57,0 %       | 2009  |             |
| Norwegen           | Geisteswissenschaften                                   | 56,8 %       | 2009  |             |
| Österreich         | Wirtschaft und Verwaltung                               | 56,7 %       | 2009  |             |
| Finnland           | Agrarwissenschaft und Veterinärwissenschaft             | 56,4 %       | 2009  |             |
| Deutschland        | Insgesamt                                               | 56,3 %       | 2009  |             |
| Schweden           | Exakte Naturwissenschaften                              | 56,0 %       | 2009  |             |
| Vereinigte Staaten | Sozial-, Wirtschafts- und Rechtswissenschaften          | 55,6 %       | 2009  |             |
| Deutschland        | Dienstleistungen                                        | 55,5 %       | 2009  |             |
| Vereinigte Staaten | Dienstleistungen                                        | 55,4 %       | 2009  |             |
| Schweden           | Landwirtschaft, Forstwirtschaft und Fischereiwirtschaft | 54,7 %       | 2009  |             |
| Schweden           | Wirtschaft und Verwaltung                               | 54,6 %       | 2009  |             |
| EU-27              | Mathematik und Statistik                                | 54,5 %       | 2009  |             |
| EU-27              | Umweltschutz                                            | 53,7 %       | 2009  |             |
| Deutschland        | Recht                                                   | 53,6 %       | 2009  |             |
| Österreich         | Landwirtschaft, Forstwirtschaft und Fischereiwirtschaft | 53,6 %       | 2009  |             |
| Finnland           | Landwirtschaft, Forstwirtschaft und Fischereiwirtschaft | 53,6 %       | 2009  |             |
| Schweiz            | Insgesamt                                               | 53,5 %       | 2009  |             |
| Norwegen           | Wirtschaft und Verwaltung                               | 53,4 %       | 2009  |             |
| Deutschland        | Sozial-, Wirtschafts- und Rechtswissenschaften          | 53,3 %       | 2009  |             |
| EU-27              | Dienstleistungen                                        | 53,2 %       | 2009  |             |
| Dänemark           | Sozial-, Wirtschafts- und Rechtswissenschaften          | 53,2 %       | 2009  |             |
| Deutschland        | Agrarwissenschaft und Veterinärwissenschaft             | 52,3 %       | 2009  |             |
| EU-27              | Herstellung und Verarbeitung                            | 51,7 %       | 2009  |             |
| Finnland           | Exakte Naturwissenschaften                              | 51,5 %       | 2009  |             |
| Finnland           | Mathematik und Statistik                                | 51,2 %       | 2009  |             |
| EU-27              | Agrarwissenschaft und Veterinärwissenschaft             | 51,0 %       | 2009  |             |
| Norwegen           | Umweltschutz                                            | 50,7 %       | 2009  |             |
| Vereinigte Staaten | Umweltschutz                                            | 50,6 %       | 2009  |             |
| Norwegen           | Herstellung und Verarbeitung                            | 50,0 %       | 2009  |             |
| Schweiz            | Sozial-, Wirtschafts- und Rechtswissenschaften          | 50,0 %       | 2009  |             |
| Schweden           | Naturwissenschaften, Mathematik und Informatik          | 49,7 %       | 2009  |             |
| Vereinigte Staaten | Sicherheitsdienstleistungen                             | 49,5 %       | 2009  |             |
| Schweiz            | Biowissenschaften                                       | 49,5 %       | 2009  |             |
| Finnland           | Herstellung und Verarbeitung                            | 49,5 %       | 2009  |             |
| Vereinigte Staaten | Wirtschaft und Verwaltung                               | 49,0 %       | 2009  |             |
| Schweiz            | Dienstleistungen                                        | 48,7 %       | 2009  |             |
| Schweiz            | Herstellung und Verarbeitung                            | 48,5 %       | 2009  |             |
| Dänemark           | Persönliche Dienstleistungen                            | 48,3 %       | 2009  |             |
| Deutschland        | Wirtschaft und Verwaltung                               | 47,9 %       | 2009  |             |
| Norwegen           | Mathematik und Statistik                                | 47,9 %       | 2009  |             |
| EU-27              | Exakte Naturwissenschaften                              | 47,6 %       | 2009  |             |
| Österreich         | Umweltschutz                                            | 46,6 %       | 2009  |             |
| Vereinigte Staaten | Agrarwissenschaft und Veterinärwissenschaft             | 46,3 %       | 2009  |             |
| Vereinigte Staaten | Landwirtschaft, Forstwirtschaft und Fischereiwirtschaft | 46,3 %       | 2009  |             |
| EU-27              | Landwirtschaft, Forstwirtschaft und Fischereiwirtschaft | 46,1 %       | 2009  |             |
| Deutschland        | Herstellung und Verarbeitung                            | 45,5 %       | 2009  |             |
| Deutschland        | Exakte Naturwissenschaften                              | 45,2 %       | 2009  |             |
| Deutschland        | Naturwissenschaften, Mathematik und Informatik          | 45,0 %       | 2009  |             |
| Vereinigte Staaten | Naturwissenschaften, Mathematik und Informatik          | 45,0 %       | 2009  |             |
| Dänemark           | Wirtschaft und Verwaltung                               | 44,9 %       | 2009  |             |
| Norwegen           | Exakte Naturwissenschaften                              | 44,8 %       | 2009  |             |
| Österreich         | Persönliche Dienstleistungen                            | 44,2 %       | 2009  |             |
| Vereinigte Staaten | Mathematik und Statistik                                | 43,3 %       | 2009  |             |
| Finnland           | Naturwissenschaften, Mathematik und Informatik          | 43,1 %       | 2009  |             |
| Deutschland        | Architektur und Baugewerbe                              | 42,4 %       | 2009  |             |
| EU-27              | Naturwissenschaften, Mathematik und Informatik          | 42,1 %       | 2009  |             |
| Schweiz            | Umweltschutz                                            | 42,0 %       | 2009  |             |
| Norwegen           | Dienstleistungen                                        | 41,6 %       | 2009  |             |
| Schweden           | Architektur und Baugewerbe                              | 41,6 %       | 2009  |             |
| Deutschland        | Landwirtschaft, Forstwirtschaft und Fischereiwirtschaft | 41,4 %       | 2009  |             |
| Dänemark           | Mathematik und Statistik                                | 40,9 %       | 2009  |             |
| Vereinigte Staaten | Exakte Naturwissenschaften                              | 40,8 %       | 2009  |             |
| Dänemark           | Exakte Naturwissenschaften                              | 40,8 %       | 2009  |             |
| Schweden           | Herstellung und Verarbeitung                            | 40,4 %       | 2009  |             |
| Österreich         | Mathematik und Statistik                                | 40,2 %       | 2009  |             |
| Schweden           | Mathematik und Statistik                                | 39,8 %       | 2009  |             |
| Österreich         | Architektur und Baugewerbe                              | 39,4 %       | 2009  |             |
| Deutschland        | Sicherheitsdienstleistungen                             | 38,7 %       | 2009  |             |
| Schweiz            | Landwirtschaft, Forstwirtschaft und Fischereiwirtschaft | 37,8 %       | 2009  |             |
| EU-27              | Architektur und Baugewerbe                              | 37,4 %       | 2009  |             |
| Österreich         | Dienstleistungen                                        | 36,1 %       | 2009  |             |
| Deutschland        | Umweltschutz                                            | 35,8 %       | 2009  |             |
| Dänemark           | Naturwissenschaften, Mathematik und Informatik          | 35,1 %       | 2009  |             |
| Schweiz            | Wirtschaft und Verwaltung                               | 34,7 %       | 2009  |             |
| Österreich         | Naturwissenschaften, Mathematik und Informatik          | 34,1 %       | 2009  |             |
| Schweiz            | Architektur und Baugewerbe                              | 33,1 %       | 2009  |             |
| Schweiz            | Exakte Naturwissenschaften                              | 32,7 %       | 2009  |             |
| Norwegen           | Naturwissenschaften, Mathematik und Informatik          | 32,1 %       | 2009  |             |
| Österreich         | Exakte Naturwissenschaften                              | 32,0 %       | 2009  |             |
| Norwegen           | Architektur und Baugewerbe                              | 31,3 %       | 2009  |             |
| Schweiz            | Naturwissenschaften, Mathematik und Informatik          | 30,2 %       | 2009  |             |
| Dänemark           | Architektur und Baugewerbe                              | 30,1 %       | 2009  |             |
| EU-27              | Sicherheitsdienstleistungen                             | 29,8 %       | 2009  |             |
| Dänemark           | Ingenieurwesen, verarbeitendes Gewerbe und Baugewerbe   | 28,8 %       | 2009  |             |
| Schweden           | Ingenieurwesen, verarbeitendes Gewerbe und Baugewerbe   | 28,4 %       | 2009  |             |
| EU-27              | Ingenieurwesen, verarbeitendes Gewerbe und Baugewerbe   | 28,1 %       | 2009  |             |
| Vereinigte Staaten | Architektur und Baugewerbe                              | 27,7 %       | 2009  |             |
| Finnland           | Informatik                                              | 26,4 %       | 2009  |             |
| Schweiz            | Mathematik und Statistik                                | 26,3 %       | 2009  |             |
| Österreich         | Ingenieurwesen, verarbeitendes Gewerbe und Baugewerbe   | 26,1 %       | 2009  |             |
| Dänemark           | Ingenieurwesen und technische Berufe                    | 25,5 %       | 2009  |             |
| Norwegen           | Verkehrsdienstleistungen                                | 25,2 %       | 2009  |             |
| Deutschland        | Verkehrsdienstleistungen                                | 25,1 %       | 2009  |             |
| Norwegen           | Sicherheitsdienstleistungen                             | 25,0 %       | 2009  |             |
| Schweden           | Ingenieurwesen und technische Berufe                    | 23,9 %       | 2009  |             |
| Norwegen           | Ingenieurwesen, verarbeitendes Gewerbe und Baugewerbe   | 23,7 %       | 2009  |             |
| Schweden           | Informatik                                              | 23,4 %       | 2009  |             |
| Deutschland        | Ingenieurwesen, verarbeitendes Gewerbe und Baugewerbe   | 22,5 %       | 2009  |             |
| EU-27              | Verkehrsdienstleistungen                                | 22,2 %       | 2009  |             |
| Finnland           | Ingenieurwesen, verarbeitendes Gewerbe und Baugewerbe   | 21,5 %       | 2009  |             |
| Dänemark           | Dienstleistungen                                        | 20,7 %       | 2009  |             |
| Finnland           | Architektur und Baugewerbe                              | 20,7 %       | 2009  |             |
| Vereinigte Staaten | Herstellung und Verarbeitung                            | 20,7 %       | 2009  |             |
| Finnland           | Verkehrsdienstleistungen                                | 20,0 %       | 2009  |             |
| EU-27              | Ingenieurwesen und technische Berufe                    | 19,7 %       | 2009  |             |
| Österreich         | Ingenieurwesen und technische Berufe                    | 19,6 %       | 2009  |             |
| Finnland           | Ingenieurwesen und technische Berufe                    | 19,5 %       | 2009  |             |
| Vereinigte Staaten | Ingenieurwesen, verarbeitendes Gewerbe und Baugewerbe   | 19,3 %       | 2009  |             |
| Österreich         | Herstellung und Verarbeitung                            | 19,1 %       | 2009  |             |
| Schweden           | Verkehrsdienstleistungen                                | 18,4 %       | 2009  |             |
| Österreich         | Informatik                                              | 18,2 %       | 2009  |             |
| Norwegen           | Ingenieurwesen und technische Berufe                    | 17,9 %       | 2009  |             |
| Vereinigte Staaten | Informatik                                              | 17,8 %       | 2009  |             |
| Schweiz            | Ingenieurwesen, verarbeitendes Gewerbe und Baugewerbe   | 17,8 %       | 2009  |             |
| Finnland           | Sicherheitsdienstleistungen                             | 17,7 %       | 2009  |             |
| EU-27              | Informatik                                              | 16,7 %       | 2009  |             |
| Vereinigte Staaten | Ingenieurwesen und technische Berufe                    | 15,7 %       | 2009  |             |
| Deutschland        | Informatik                                              | 15,3 %       | 2009  |             |
| Norwegen           | Informatik                                              | 13,7 %       | 2009  |             |
| Dänemark           | Informatik                                              | 13,6 %       | 2009  |             |
| Deutschland        | Ingenieurwesen und technische Berufe                    | 12,0 %       | 2009  |             |
| Vereinigte Staaten | Verkehrsdienstleistungen                                | 10,8 %       | 2009  |             |
| Schweiz            | Ingenieurwesen und technische Berufe                    | 7,8 %        | 2009  |             |
| Schweiz            | Informatik                                              | 5,8 %        | 2009  |             |
| Dänemark           | Sicherheitsdienstleistungen                             | 4,3 %        | 2009  |             |
| Österreich         | Sicherheitsdienstleistungen                             | 3,2 %        | 2009  |             |
| Dänemark           | Verkehrsdienstleistungen                                | 1,2 %        | 2009  |             |
| Schweiz            | Sicherheitsdienstleistungen                             | 0,0 %        | 2009  |             |

Quelle: Eurostat-Datenbank